# Records et statistiques de la Ligue des champions de l'UEFA
 (mars 2019).
Si vous disposez d'ouvrages ou d'articles de référence ou si vous connaissez des sites web de qualité traitant du thème abordé ici, merci de compléter l'article en donnant les références utiles à sa vérifiabilité et en les liant à la section « Notes et références ».

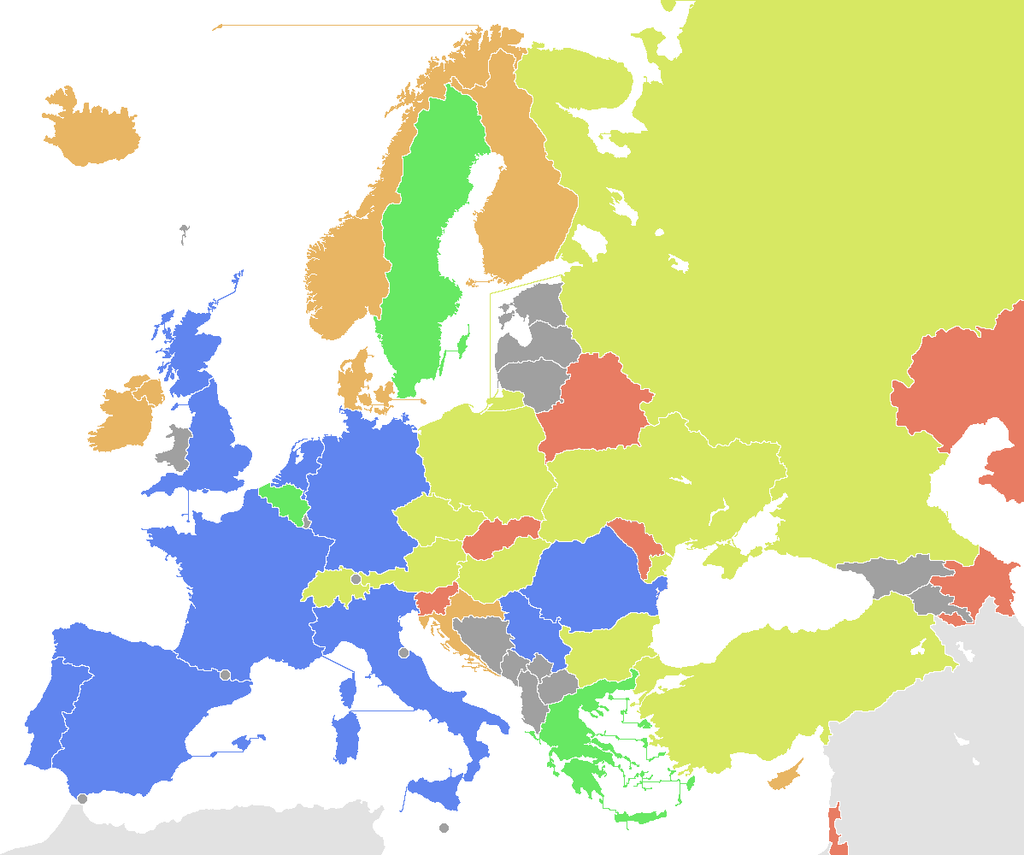
Représentation des pays membres de l'UEFA par étapes de la C1.
Membre de l'UEFA avec au moins un représentant vainqueur.
Membre de l'UEFA avec au moins un représentant finaliste.
Membre de l'UEFA avec au moins un représentant en demi-finale.
Membre de l'UEFA avec au moins un représentant en huitièmes de finale, en quart de finale ou en deuxième phase de groupes.
Membre de l'UEFA avec au moins un représentant en phase de groupes.
Membre de l'UEFA qui n'a jamais eu de représentant en phase de groupes.
Pays non membre de l'UEFA.

Cet article présente les records et statistiques de la Coupe des clubs champions européens (1955-1992) puis de la Ligue des champions de l'UEFA (depuis 1992), également surnommée « C1 ».
Sauf mention contraire, ces statistiques concernent toutes les rencontres jouées dans cette compétition depuis sa création en 1955. Les tours préliminaires sont donc comptés dans les statistiques.

## Clubs

### Bilan des clubs en Ligue des champions
Le tableau suivant classe les meilleurs clubs de l'histoire de la Ligue des champions d'après le barème suivant : une victoire rapporte 2 points et un match nul 1 point.

| Rang | Club              | Saisons | Champion | MJ  | V   | N  | D   | BP    | BC  | DB   | Pts | Finales |
| ---- | ----------------- | ------- | -------- | --- | --- | -- | --- | ----- | --- | ---- | --- | ------- |
| 1    | Real Madrid       | 54      | 15       | 503 | 302 | 85 | 116 | 1 104 | 558 | +546 | 689 | 18      |
| 2    | Bayern Munich     | 40      | 6        | 408 | 244 | 81 | 83  | 856   | 404 | +442 | 569 | 11      |
| 3    | FC Barcelone      | 34      | 5        | 363 | 212 | 79 | 72  | 730   | 381 | +349 | 503 | 8       |
| 4    | Manchester United | 30      | 3        | 299 | 161 | 70 | 68  | 545   | 299 | +246 | 392 | 5       |
| 5    | Juventus          | 38      | 2        | 311 | 157 | 73 | 81  | 491   | 312 | +179 | 387 | 9       |
| 6    | Liverpool         | 28      | 6        | 258 | 151 | 49 | 58  | 490   | 234 | +256 | 351 | 11      |
| 7    | AC Milan          | 32      | 7        | 283 | 138 | 71 | 74  | 455   | 272 | +183 | 347 | 11      |
| 8    | Benfica Lisbonne  | 44      | 2        | 304 | 135 | 70 | 100 | 500   | 364 | +136 | 340 | 7       |
| 9    | FC Porto          | 38      | 2        | 277 | 126 | 61 | 90  | 411   | 312 | +99  | 313 | 2       |
| 10   | Ajax Amsterdam    | 39      | 4        | 247 | 112 | 64 | 71  | 396   | 282 | +114 | 288 | 6       |

### Équipes invaincues
- L'Inter Milan avec 7 victoires et 2 matchs nuls en 1963-1964.
- Nottingham Forest avec 6 victoires et 3 matchs nuls en 1978-1979.
- L'Étoile rouge de Belgrade avec 5 victoires et 4 matchs nuls en 1990-1991.
- L'Olympique de Marseille avec 7 victoires et 4 matchs nuls en 1992-1993.
- Manchester United avec 5 victoires et 6 matchs nuls en 1998-1999.
- Le FC Barcelone avec 9 victoires et 4 matchs nuls en 2005-2006.
- Manchester United avec 9 victoires et 4 matchs nuls en 2007-2008.
- Le Bayern Munich avec 11 victoires en 2019-2020.
- Manchester City avec 8 victoires et 5 matchs nuls en 2022-2023.
- Le Real Madrid avec 9 victoires et 4 matchs nuls en 2023-2024.

Manchester United est le seul club de l'histoire de la Ligue des champions réussissant à deux reprises à remporter le trophée en étant invaincu sur l’ensemble de ses matchs consécutifs dans la compétition (1998-1999 et 2007-2008).
Le Bayern Munich est le seul club de l'histoire de la Ligue des champions à remporter le trophée en ayant gagné tous ses matchs (11 victoires en 11 matchs en 2019-2020).

### Participations consécutives
- Le Real Madrid détient le record du nombre de participations consécutives à la Ligue des champions, avec 28 participations, de 1997-1998 à 2024-2025.

### Finales consécutives
- Le Real Madrid détient le record de participations en finale d'affilée, en prenant part aux cinq premières finales de 1956 à 1960.
- Le record de finales consécutives en actuelle Ligue des champions de notre ère est de trois finales, partagée par l'AC Milan (de 1993 à 1995), la Juventus (de 1996 à 1998) et le Real Madrid (de 2016 à 2018).

### Autres trophées remportés

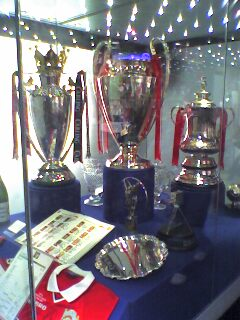
Triplé de Manchester United en 1999: avec de gauche à droite la Premier League, la Ligue des champions et la FA Cup (le club anglais a également remporté la Coupe intercontinentale cette année-là).

Neuf clubs ont réussi à gagner la C1, leur championnat, ainsi que leur coupe nationale dans la même saison :
- Seuls le FC Barcelone et le Bayern Munich ont réalisé deux fois le triplé, le FC Barcelone en 2009 (après avoir remporté la Liga, la Copa del Rey ainsi que la Ligue des champions) et 2015 (après avoir remporté la Liga, la Copa del Rey ainsi que la Ligue des champions), et le Bayern Munich en 2013 (après avoir remporté la Bundesliga, la DFB-Pokal ainsi que la Ligue des champions) et 2020 (après avoir remporté la Bundesliga, la DFB-Pokal ainsi que la Ligue des champions).

- Sept clubs l'ont réalisé au moins une fois :
  - Le Celtic, en 1967, après avoir remporté la Coupe des clubs champions, la Scottish Football League ainsi que la Scottish Cup.
  - L'Ajax, en 1972, après avoir remporté la Coupe des clubs champions, l'Eredivisie ainsi que la KNVB Cup.
  - Le PSV Eindhoven en 1988 fait de même, après avoir remporté la Coupe des clubs champions, l'Eredivisie ainsi que la KNVB Cup.
  - Manchester United en 1999, après avoir remporté la Premier League, la FA Cup ainsi que la Ligue des champions.
  - L'Inter en 2010, après avoir remporté la Serie A, la Coupe d'Italie ainsi que la Ligue des champions.
  - Manchester City Football Club réalise aussi le triplé en 2023 après avoir remporté la Premier League, la FA Cup ainsi que son tout premier titre européen en remportant la Ligue des champions.
  - Le Paris Saint-Germain réalise le triplé en 2025 en remportant la Ligue 1, la Coupe de France et sa première Ligue des Champions.

En plus de ce triplé, plusieurs de ces clubs ont pu remporter d'autres trophées durant la même saison : 
- Le Celtic a également remporté la seconde coupe nationale, la Coupe de la Ligue, dans la saison 1966-1967.
- L'Ajax a également remporté la Coupe intercontinentale (prédécesseur de la Coupe du monde des clubs) et la Supercoupe de l'UEFA la saison suivante, faisant alors un quintuplé en remportant tous les trophées possibles.
- Manchester United a remporté la Coupe intercontinentale la saison suivante.
- Le FC Barcelone (2009) et le Bayern Munich (2020) ont remporté la Coupe du monde des clubs, la Supercoupe de l'UEFA, et la Supercoupe nationale (Supercopa de España et Supercoupe d'Allemagne) la saison suivante, en faisant un sextuplé historique et gagnant tous les trophées possibles.
- L'Inter Milan a remporté la Coupe du monde des clubs et la Supercoppa Italiana, en faisant un quintuplé.
- Le Bayern Munich a également remporté le DFL-Supercup au début de la saison 2012-2013, ainsi que la Supercoupe de l'UEFA et la coupe du monde des clubs la saison suivante.
- Le Paris Saint-Germain a également remporté le Trophée des Champions 2024.

Chelsea est la seule équipe à avoir remporté les quatre grands compétitions de l'UEFA, à savoir la Ligue des champions (C1), La Coupe des vainqueurs de coupe (C2), la Coupe UEFA/Ligue Europa (C3) ainsi que la Ligue Conférence (C4). La Juventus, l'Ajax, le Bayern Munich et Manchester United ont remporté trois des quatre compétitions, seule la Ligue Conférence manquant à leur palmarès.
Chelsea est le second club, après le FC Porto (Coupe UEFA 2003 et Ligue des Champions 2004) à remporter la Ligue des champions et la Ligue Europa en deux saisons en remportant la saison 2011-2012 de C1 et la saison 2012-2013 de C3.

### Plus larges victoires
- Les équipes suivantes ont marqué 10 buts ou plus en un seul match durant les tours préliminaires de la Coupe d'Europe :
  - Le Dinamo Bucarest bat les Crusaders 11-0 en 1973-1974
  - Le Feyenoord bat le KR Reykjavik 12-2 en 1969-1970
  - Manchester United bat Anderlecht 10-0 en 1956-1957
  - Ipswich Town bat Floriana 10-0 en 1962-1963
  - Benfica bat le Stade Dudelange 10-0 en 1965-1966
  - Leeds United bat le FK Lyn 10-0 en 1969-1970
  - Borussia Mönchengladbach bat l'EPA Larnaca 10-0 en 1970-1971
  - L'Ajax bat l'Omonia Nicosie 10-0 en 1979-1980

- La plus large victoire enregistrée au deuxième tour de qualification était de 10-0 également :
  - Le HJK Helsinki bat Bangor City en 2011-2012

- La plus large victoire en phase de groupes jamais enregistrée est de 8-0 :
  - Le Real Madrid contre Séville en quart de finale en 1957-1958
  - Club Bruges KV contre Floriana FC au premier tour en 1973-1974
  - Liverpool contre Beşiktaş en phase de groupes en 2007-2008
  - Le Real Madrid contre Malmö FF en phase de groupes en 2015-2016
- La plus large victoire en phase finale jamais enregistrée est de 7-0 :
  - Le Bayern Munich contre le Football Club Bâle en huitième de finale retour en 2011/2012
  - Le Bayern Munich contre le Chakhtar Donetsk en huitième de finale retour en 2014/2015
  - Manchester City contre Schalke O4 en huitième de finale retour en 2018/2019
  - Manchester City contre le RB Leipzig en huitièmes de finale retour en 2022-2023
  - Le Paris Saint-Germain contre le Stade Brestois en barrages retour en 2024-2025
- La plus large victoire en finale jamais enregistrée est de 5-0 :
  - Le Paris SG contre l'Inter Milan en 2024-2025

### Rencontres aller-retour

#### Plus large score cumulé
Benfica bat le Stade Dudelange 18-0 en tour préliminaire en 1965-1966 (8-0, 10-0). Il s'agit du plus large score cumulé de l'histoire de l'épreuve (+18). En phase de groupes, le record appartient au Chakhtar Donetsk, qui a battu le BATE Borisov 12-0 (7-0, 5-0) en 2014-2015.

#### Match d'appui
Un total de 32 matchs d'appui ont été joués. Le premier oppose le Borussia Dortmund au Spora Luxembourg et se termine sur le score de 7-0 en 1956-1957 après un score cumulé 5-5 (4-3 puis 1-2). Le dernier match d'appui est une victoire de l'Ajax sur Benfica 3-0 en quart de finale en 1968-1969 après un score cumulé de quatre buts partout (1-3 puis 3-1).
Le Real Madrid est la seule équipe à avoir gagné trois matchs d'appui (1956-1957, 1958-1959 et 1961-1962). Le Feyenoord Rotterdam est la seule équipe à avoir gagné deux matchs d'appui dans la même saison, en battant le Servette et Vasas en 1962-1963. Le Wismut Karl Marx Stadt et l'Atlético Madrid sont les clubs ayant joué le plus de matchs d'appui (4).

#### Tirage au sort
Le premier tirage au sort fut en 1957-1958, avec le Wismut Karl Marx Stadt battant le Gwardia Varsovie ; le match de barrage fut abandonné au bout de 100 minutes de jeu, en raison d'une panne de courant des projecteurs. Les tirages sont utilisés jusqu'à la saison 1969-1970 où Galatasaray élimine Spartak Trnava et où Celtic bat le Benfica. Galatasaray est la seule équipe à avoir été impliquée dans deux tirages au sort, avec une victoire et une défaite à la clé.

#### Buts à l'extérieur
La règle des buts à l'extérieur a été introduite en 1967-1968. Au premier tour de l'épreuve, le Valur Reykjavik et Benfica écartent respectivement la Jeunesse Esch (4-4) et Glentoran (1-1). Cette règle a été supprimée depuis la saison 2021-2022.

### Tirs au but

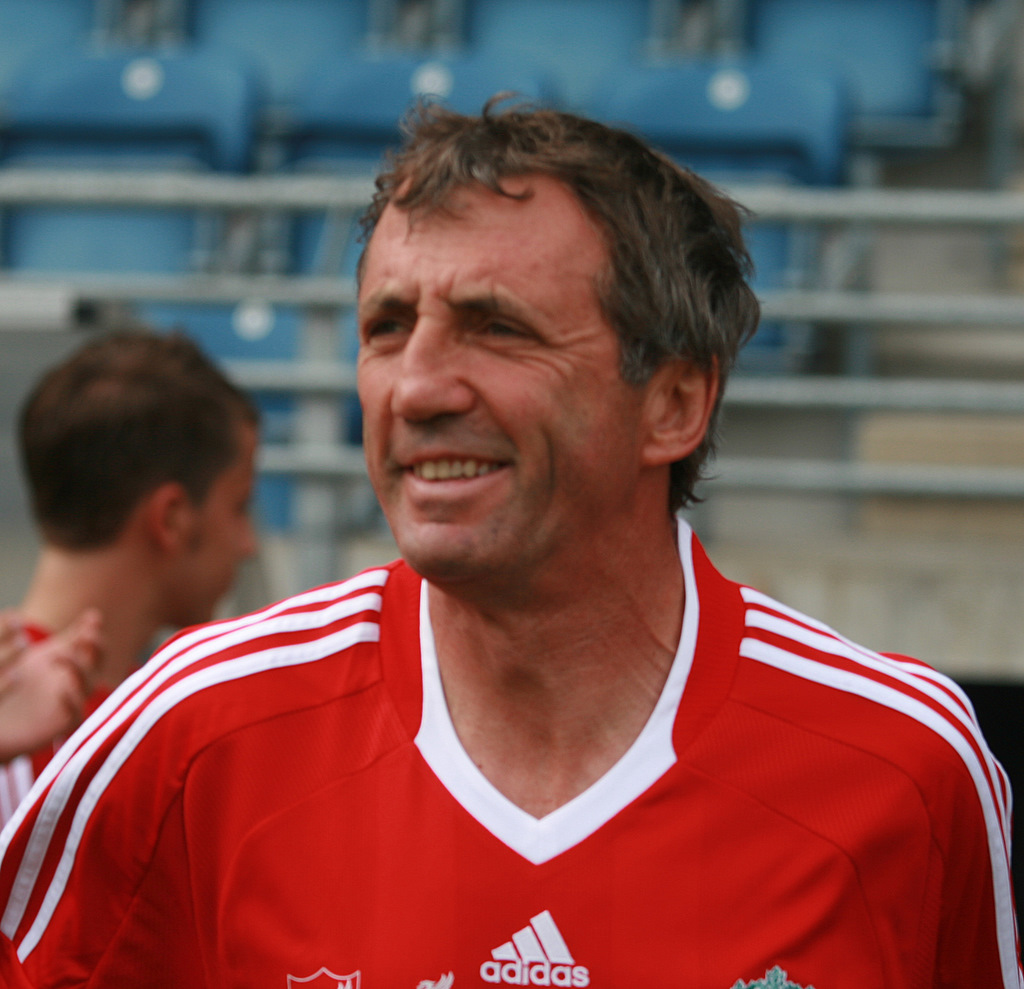
Alan Kennedy a marqué le but décisif sur un pénalty en 1984.

La première séance de tirs au but en Ligue des champions oppose Everton contre le Borussia Mönchengladbach le 4 novembre 1970, après deux matchs finis sur le score de 1-1. Klaus-Dieter Sieloff fut le premier joueur à marquer sur un penalty, tandis que Joe Royle fut le premier à le rater. Everton remporta le match 4-3 avec Sandy Brown comme buteur décisif.
La première épreuve de tirs au but en finale fut Liverpool contre la Roma en 1984. Agostino Di Bartolomei fut le premier joueur à marquer, tandis que Steve Nicol fut le premier à rater. Au total, 11 finales se sont finis par des tirs au but. Liverpool est la seule équipe à avoir remporté deux victoires finales aux tirs au but (1984 et 2005), tandis que la Juventus, l'AC Milan, le Bayern Munich et Chelsea en ont gagné une et perdu une. Aucune équipe n'a perdu deux fois.
Le FC Barcelone et le Bayern Munich sont les seules équipes à subir deux séances de tirs au but au cours de la même saison. En 1985-1986, Barcelone bat l'IFK Göteborg en demi-finale mais perd contre le Steaua Bucarest en finale. Le Bayern connaît un sort identique en 2011-2012, succès en demi-finale (Real Madrid) puis revers en finale (Chelsea).

### Scores les plus prolifiques
Le Feyenoord a battu le KR Reykjavik 12-2 au premier tour de la Coupe des clubs champions 1969-1970. Avec 14 buts, ce match est le plus prolifique en buts de l'histoire de la compétition.
Le record dans les finales de la C1 est détenu par le Real Madrid et l'Eintracht Francfort (7-3), en 1960.
Le record de but d'écart dans une finale de C1 appartient au Paris Saint-Germain contre l'Inter Milan (5-0), en 2025

### Vainqueur de la C1 sans remporter le championnat national
Nottingham Forest est le seul club à avoir remporté la Ligue des champions plus de fois (deux fois) qu'ils n'ont gagné le championnat national (une seule fois). Nottingham a remporté le championnat en 1978 avant de remporter la Coupe d'Europe en 1979 et de la conserver en 1980. Nottingham Forest est aussi l'un des seuls clubs à avoir remporté la C1 et à avoir été relégué de leur championnat national (en 1993), avec Aston Villa (en 1987) le Milan (2006) et Hambourg SV (en 2018), si l'on ne tient pas compte des relégations administratives de l'Olympique de Marseille et de la Juventus qui ont retrouvé l'élite depuis.
Le format de la compétition a été changé en 1997-1998 pour permettre à des équipes n'étant pas championnes de leur championnat de participer à la compétition. Depuis, la Ligue des champions a été remportée par des équipes n'ayant pas gagné le championnat la saison précédente. Manchester United en 1999 a été le premier gagnant du tournoi à n'avoir remporté ni le championnat national ni la C1 la saison précédente.

### Parcours en phase de groupes

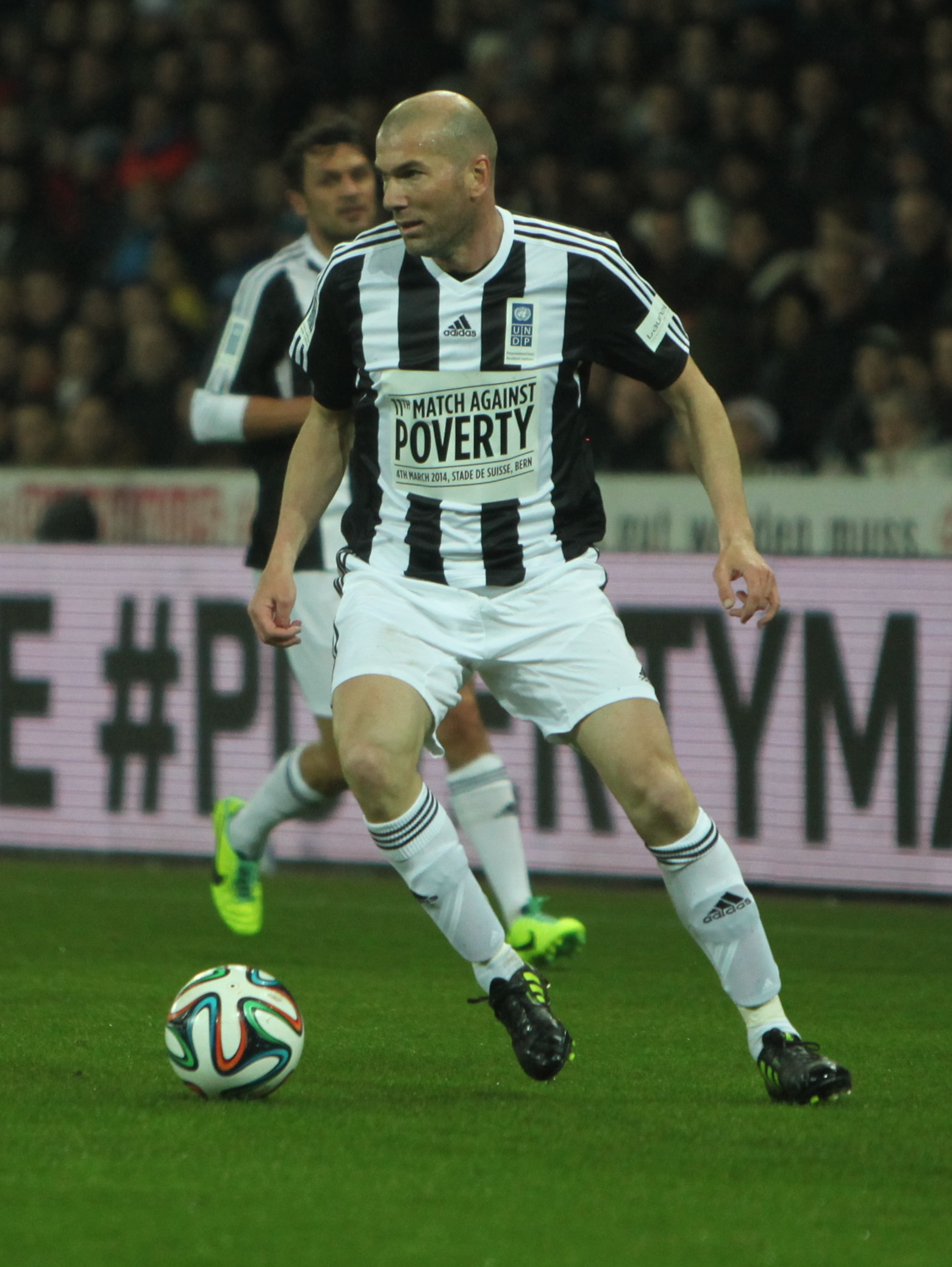
Zinedine Zidane et la Juventus n'ont pas gagné leurs cinq premiers matchs en 1998-1999.

Dix équipes ont passé la phase de groupes après avoir perdu leurs deux premiers matches :
- Le Dynamo Kiev en 1999-2000
- Newcastle United et le Bayer Leverkusen en 2002-2003
- Le Werder Brême en 2005-2006
- L'Inter Milan en 2006-2007[8]
- L'Olympique lyonnais en 2007-2008
- Le Panathinaïkos en 2008-2009
- L'Olympique de Marseille en 2010-2011
- Galatasaray en 2012-2013
- L’Atalanta Bergame en 2019-2020
- FC Porto en 2022-2023

En 1994-1995, les champions en titre de l'AC Milan commencent leur phase de groupes avec une victoire et une défaite, mais deux points de pénalités leur sont infligés à la suite d'incidents. Avec 0 point après deux matchs, ils sortent qualifiés de leur groupe et atteignent la finale où ils s'inclinent contre l'Ajax Amsterdam.
Newcastle United en 2002-2003 et l'Atalanta Bergame en 2019-2020 sont les seules équipes à avoir passé la phase de groupes après avoir perdu leurs trois premiers matchs.
Seule la Juventus en 1998-1999 a passé les groupes sans avoir gagné ses cinq premiers matchs.

### Défense
- Arsenal détient le record du plus grand nombre de matchs sans but encaissé avec 10 en 2005-2006. Ils gardent leurs cages inviolées pendant 995 minutes entre septembre 2005 et mai 2006[10],[11].

### Défense du titre
Un total de 70 Coupes d'Europe ont été disputées, 37 Coupe des clubs champions (1955-1956 à 1991-1992) et 33 Ligue des champions (1992-1993 à 2024-2025). 15 des 69 équipes qui ont tenté de défendre le trophée (21,74 %) ont été couronnées de succès, répartis entre 8 équipes : 
- Le Real Madrid, 6 tentatives réussies sur 15 (1956-1957, 1957-1958, 1958-1959, 1959-1960, 2016-2017, 2017-2018)
- Benfica, une tentative réussie sur 2 (1961-1962)
- L'Inter Milan, une tentative réussie sur 3 (1964-1965)
- L'Ajax, 2 tentatives réussies sur 4 (1971-72, 1972-1973)
- Le Bayern Munich, 2 tentatives réussies sur 5 (1974-75, 1975-1976)
- Liverpool, une tentative réussie sur 6 (1977-1978)
- Nottingham Forest, une tentative réussie sur 2 (1979-1980)
- L'AC Milan, une tentative réussie sur 7 (1989-1990).

Entre les éditions de la compétition, ce chiffre se décompose ainsi :
- Sur 37 tentatives en Coupe des clubs champions : 13 réussites (35,14 %)
- Sur 32 tentatives en Ligue des champions : 2 réussites (6,25 %)

Depuis l'ère Ligue des champions (1992), une seule équipe a réussi à conserver son titre :
- Le Real Madrid en 2016-2017 et 2017-2018.

Certains tenants du titre de Ligue des champions ont atteint la finale mais ont dû s'incliner :
- L'AC Milan en 1994-1995
- L'Ajax en 1995-1996
- La Juventus en 1996-1997
- Manchester United en 2008-2009

Des 23 équipes ayant remporté le trophée, 15 ont perdu le titre la saison suivante. Cinq d'entre elles ont eu tenté de défendre leur titre plus d'une fois mais elles ont échoué sur chacune de leurs tentatives :
- Le FC Barcelone en 5 tentatives : Perdu contre le CSKA Moscou au deuxième tour, en 1992-1993, contre Liverpool en 2006-2007, contre l'Inter Milan en demi-finale en 2009-2010, contre Chelsea en demi-finale en 2011-2012 et contre l'Atlético Madrid en quart de finale en 2015-2016.
- Manchester United en 3 tentatives : Perdu contre l'AC Milan en demi-finale en 1968-1969, contre le Real Madrid en quart de finale en 1999-2000 et contre le FC Barcelone lors de la finale en 2008-2009.
- La Juventus en 2 tentatives : Perdu contre le FC Barcelone en quart de finale en 1985-1986 et contre le Borussia Dortmund en finale en 1996-1997.
- Le FC Porto en 2 tentatives : Perdu contre le Real Madrid au second tour en 1987-1988 et contre l'Inter Milan en 2004-2005.
- Le Chelsea FC en 2 tentatives : Perdu en phases de groupes en 2012-2013 et contre le Real Madrid en quart de finale en 2021-2022.

### Nationalités
- Benfica a remporté deux fois la coupe (1960-1961 et 1961-1962) avec une équipe entièrement composée de joueurs portugais, bien que certains d'entre eux étaient nés dans les colonies portugaises en Afrique.
- Le Celtic a remporté la compétition en 1966-1967 avec la totalité des joueurs de leur équipe nés à une distance de 30 km autour de Celtic Park.
- Nottingham Forest (1978-1979 et 1979-1980) a remporté deux fois avec une équipe composée de joueurs anglais, écossais et nord-irlandais (Martin O'Neill a joué la finale en 1979-1980).
- Liverpool a remporté la coupe en 1980-1981 avec une équipe composée de joueurs anglais et écossais.
- Aston Villa a également remporté la C1 en 1981-1982 avec une équipe entièrement composée de joueurs anglais et écossais.

### Pays
- À seulement huit occasions la finale s'est jouée entre deux clubs d'un même pays :
  - 2000 (Espagne) : Real Madrid contre Valence 3-0
  - 2003 (Italie) : AC Milan contre Juventus 0-0 (3-2 pen.)
  - 2008 (Angleterre) : Manchester United contre Chelsea 1-1 (6-5 pen.)
  - 2013 (Allemagne) : Bayern Munich contre Borussia Dortmund 2-1
  - 2014 (Espagne) : Real Madrid contre Atlético Madrid 4-1
  - 2016 (Espagne) : Real Madrid contre Atlético Madrid 1-1 (5-3 pen.)
  - 2019 (Angleterre) : Tottenham Hotspur contre Liverpool 0-2
  - 2021 (Angleterre) : Manchester City contre Chelsea 0-1

- 2007-2008 est la première saison où quatre clubs d'un même pays atteignent les quarts de finale (Angleterre) : Arsenal, Chelsea, Liverpool et Manchester United. Les mêmes équipes se qualifient pour les quarts de finale en 2008-2009.
- L'Espagne est le pays le plus titré, 20 victoires partagées entre 2 équipes : le Real Madrid (15) et FC Barcelone (5).
- L'Espagne est le pays ayant joués le plus de finales : 30.
- L'Angleterre est le pays avec le plus grand nombre de vainqueurs (6) : Liverpool, Manchester United, Nottingham Forest, Aston Villa, Chelsea et Manchester City.
- L’Angleterre détient également le record du plus grand nombre d’équipes ayant participé à une finale (9) : les six équipes précédentes, plus Leeds, Arsenal et Tottenham Hotspur.
- L'Angleterre est aussi le pays ayant fourni le plus grand nombre d'équipes différentes en demi-finale (10) : les 9 finalistes, plus Derby County.
- L'Angleterre est le pays ayant fourni le plus d'équipes en phase finale (6) : 2025-2026: Liverpool, Arsenal, Manchester City, Chelsea, Newcastle United et Tottenham Hotspur.

### Villes
- À deux occasions les clubs d'une même ville se sont affrontés en finale :
  - 2014 et 2016 : Real Madrid vs Atlético Madrid

- Les villes de Milan et de Manchester sont les seules villes ayant gagné la coupe d'Europe avec deux clubs : 
  - l'Inter Milan et l'AC Milan. Les deux clubs ont gagné 10 éditions au total.
  - Manchester United et Manchester City. Les deux clubs ont gagné 4 éditions au total.

- En plus de Milan, trois villes ont fourni plus d'un club en finale :
  - Madrid a été représenté par 2 clubs à 18 reprises pour 15 victoires (1956, 1957, 1958, 1959, 1960, 1966, 1998, 2000, 2002, 2014, 2016, 2017, 2018, 2022 et 2024) et 3 défaites (1962, 1964 et 1981) pour le Real Madrid, et 3 défaites pour l'Atlético Madrid en (1974, 2014 et 2016).
  - Belgrade, Yougoslavie détient une victoire avec Étoile rouge de Belgrade en 1991 et une défaite pour le Partizan Belgrade en 1966.
  - Londres a été représenté par Arsenal qui a perdu 2006, Chelsea qui a perdu en 2008, mais gagné en 2012 et 2021, et Tottenham Hotspur qui a perdu en 2019.

- Athènes et Londres sont les seuls villes à avoir été représentées par 3 équipes en phase de groupes dans la même saison : Olympiacos, Panathinaïkos et AEK Athens en 2003-04, et Chelsea, Arsenal et Tottenham Hotspur en 2010-2011.
- Londres est la seule ville à avoir été représenté par 3 équipes en phase finale : Arsenal, Chelsea et Tottenham Hotspur ont tous atteint le premier tour à élimination directe en 2010-2011.

- L'Angleterre est le seul pays qui a remporté le trophée avec 5 villes différentes :
  - Liverpool : Liverpool
  - Manchester : Manchester United, Manchester City
  - Nottingham : Nottingham Forest
  - Birmingham : Aston Villa
  - Londres : Chelsea

- Seulement 9 derbys entre mêmes villes ont été joués en Coupe d'Europe à partir des quart de finale :
  - 1958-1959 : Real Madrid vs Atlético Madrid (demi-finale)
  - 2002-2003 et 2022-2023 : Inter Milan vs AC Milan (demi-finale)
  - 2003-2004 : Chelsea vs Arsenal (quart de finale)
  - 2004-2005 : Inter Milan vs AC Milan (quart de finale)
  - 2013-2014 et 2015-2016 : Real Madrid vs Atlético Madrid (finale)
  - 2014-2015 : Real Madrid vs Atlético Madrid (quart de finale)
  - 2016-2017 : Real Madrid vs Atlético Madrid (demi-finale)

- En 2002-2003, la demi-finale s'est déroulée pour la première fois dans un même stade pour les deux matches (Giuseppe-Meazza (San Siro)), Le Milan AC et l'Inter Milan se rencontrant alors. Les deux équipes milanaises se partagent en effet le même stade. Les deux équipes se rencontrent à nouveau lors des quarts de finale en 2004-2005 et des demi-finales en 2022-2023.

### Records spécifiques à la phase de groupes
- L'Espagne, 2015-2016, est devenue la première nation à qualifier 5 clubs pour la phase de groupes : FC Barcelone, Real Madrid, Atlético Madrid, Valence, et Séville, en tant que vainqueur de la Ligue Europa 2014-2015[12]. Et aussi l'Angleterre en 2017-2018, avec : Chelsea FC, Tottenham Hotspur, Manchester City, Liverpool FC et Manchester United, en tant que vainqueur de la Ligue Europa 2016-2017.

- Plus de buts marqués en phase de groupes : 25
  - Paris Saint-Germain (2017-2018)

- Moins de buts marqué en phase de groupes : 0
  - Deportivo La Corogne (2004-2005)
  - Maccabi Haïfa (2009-2010)
  - Dinamo Zagreb (2016-2017)

- Moins de buts encaissés en phase de groupes : 1
  - AC Milan (1992-1993)
  - Ajax (1995-1996)
  - Juventus (1996-1997 et 2004-2005)
  - Villarreal (2005-2006)
  - Liverpool (2005-2006)
  - Chelsea (2005-2006)
  - Manchester United (2010-2011)
  - AS Monaco (2014-2015)
  - Paris Saint-Germain (2015-2016)
  - FC Barcelone (2017-2018)

- Plus de buts concédés en phase de groupes: 24
  - BATE Borisov (2014-2015)

- Meilleure différence de buts en phase de groupes : +21
  - Paris Saint-Germain (2017-2018)

- Pire différence de buts en phase de groupes : -22
  - BATE Borisov (2014-2015)

#### 6 victoires
Huit clubs ont remporté tous leurs matchs en phase de groupes. Le Bayern Munich et le Real Madrid ont réalisé cela trois fois.
- AC Milan (1992-1993)
- Paris Saint-Germain (1994-1995)
- Spartak Moscou (1995-1996)
- FC Barcelone (2002-2003)
- Real Madrid (2011-2012, 2014-2015 et 2023-2024)
- Bayern Munich (2019-2020, 2021-2022 et 2022-2023)
- Liverpool (2021-2022)
- Ajax Amsterdam (2021-2022)
- Manchester City (2023-2024)

#### 6 nuls
Seulement un club a réalisé un score nul dans tous ses matchs de phase de groupes :
- AEK Athènes (2002-2003)

#### 6 défaites
Dans l'histoire de la Ligue des champions, les clubs suivants ont perdu tous les matchs de la phase de groupes :
- FC Košice (1997-1998)
- Fenerbahçe SK (2001-2002)
- Spartak Moscou (2002-2003)
- Bayer Leverkusen (2002-2003)
- Anderlecht (2004-2005)
- Rapid Vienne (2005-2006)
- Levski Sofia (2006-2007)
- Dynamo Kiev (2007-2008)
- Maccabi Haïfa (2009-2010)
- Debreceni VSC (2009-2010)
- Partizan Belgrade (2010-2011)
- MŠK Žilina (2010-2011)
- Dinamo Zagreb (2011-2012 et 2016-2017)
- Villarreal (2011-2012)
- Oțelul Galați (2011-2012)
- Olympique de Marseille (2013-2014)
- Maccabi Tel Aviv (2015-2016)
- Club Bruges (2016-2017)
- Benfica Lisbonne (2017-2018)
- AEK Athènes (2018-2019)
- Beşiktaş JK (2021-2022)
- Glasgow Rangers (2022-2023)
- FC Viktoria Plzeň (2022-2023)

#### Départage
Pour la première fois, le 7e critère a du être invoqué afin de départager le Paris Saint-Germain et le Benfica Lisbonne pour la première place lors de la phase de groupes 2022-2023. Ce dernier se base sur le « plus grand nombre de buts marqués à l’extérieur » qui a vu favoriser le club lisboète (9 buts à 6) car les deux clubs avaient le même nombre : de points (14), de matchs gagnés (4), de matchs nuls (2), en différence de buts (+9), de buts inscrits (16), de buts concédés (7) ainsi que les mêmes résultats en confrontations directes (deux fois 1-1).

#### Qualification après la phase de groupes
Le Real Madrid s'est qualifié pour la suite de la compétition 28 fois d'affilée en « sortant des poules » (de 1997-1998 à 2024-2025). En 2012-2013, Chelsea est devenu la première équipe tenante du titre à ne pas se qualifier pour la phase finale.
Villarreal termine premier de son groupe avec seulement 3 buts marqués en 2005-2006. Le club espagnol totalise 10 points avec deux succès 1-0 et quatre scores de parité (une fois 1-1, trois fois 0-0).

#### Plus grand écart entre le vainqueur et le deuxième du groupe

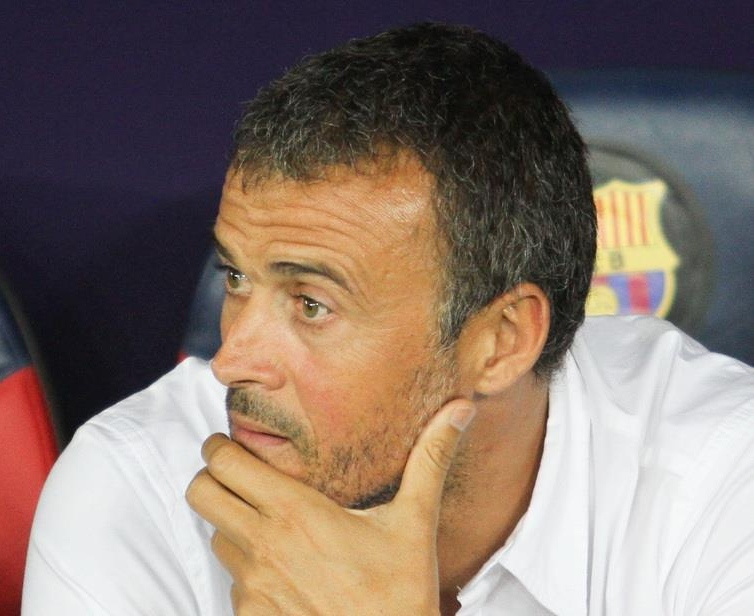
Luis Enrique et Barcelone a remporté le groupe H de 11 points en 2002-03.

Le plus grand écart de points entre la première et la deuxième place dans un groupe de Ligue des champions est de 11 points. Cet écart a été réalisé à trois reprises :
- Real Madrid, 18 points et différence de buts +14 en 2014-2015. Bâle est deuxième avec 7 points.
- Spartak Moscou, 18 points et différence de buts +11 en 1995-1996. Le Legia Varsovie est deuxième avec 7 points.
- FC Barcelone, 18 points et différence de buts +9, en 2002-2003. Le Lokomotiv Moscou est deuxième avec 7 points.
- Liverpool, 18 points et différence de buts +11 en 2021-2022. L'Atlético Madrid est deuxième avec 7 points.

#### Plus de points obtenus sans avoir passé la phase de groupes
- 12 points
  - Paris Saint-Germain (1997-1998, classé troisième parmi les six deuxièmes de groupe)
  - SSC Naples (2013-2014)

#### Plus de points obtenus sans être premier du groupe
- FC Barcelone, 15 points en 2020-2021 (deuxième)
- Manchester City, 15 points en 2013-2014 (deuxième)
- Bayern Munich, 15 points en 2017-2018 (deuxième)
- Liverpool, 15 points en 2022-2023 (deuxième)

#### Moins de points obtenus en étant qualifié
- Zenit Saint-Pétersbourg, 6 points en 2013-2014
- AS Roma, 6 points en 2015-2016

### Du premier tour de qualification à la phase de groupes
Depuis l'ajout d'un troisième tour de qualification en 1999-2000, sept équipes ont disputé tous les tours de qualification et atteint les phases de groupe :
- Liverpool FC en 2005-2006
- Artmedia Bratislava en 2005-2006
- Anorthosis Famagouste en 2008-2009
- BATE Borisov en 2008-2009
- Étoile rouge de Belgrade en 2018-2019 et en 2019-2020
- Sheriff Tiraspol en 2021-2022
- Malmö FF en 2021-2022

Liverpool est devenu la première équipe dans l'histoire de la compétition à atteindre la phase à élimination directe à partir du premier tour de qualification.

### Des tours de qualification à la victoire finale

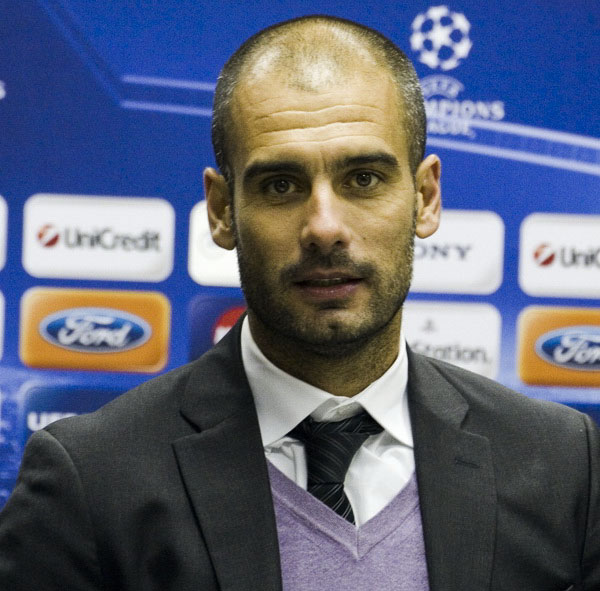
Pep Guardiola, entraîneur de Barcelone lors de la victoire en 2009 après avoir participé au troisième tour de qualification

Quatre équipes ont réussi à gagner la Ligue des champions à partir du troisième tour de qualification :
- Manchester United en 1998-1999
- AC Milan en 2002-2003 et 2006-2007
- Liverpool en 2004-2005
- FC Barcelone en 2008-2009

### Buts consécutifs
Le Real Madrid et le Paris Saint-Germain détiennent le record de matchs consécutifs joués en ayant marqué au moins une fois : 34 matchs.
Pour le Real Madrid, la série a débuté avec un match nul 1-1 contre Barcelone en demi-finale de la saison 2010-2011 et s'est terminé lors de la défaite 2-0 contre le Borussia Dortmund, le 8 avril 2014 en quarts de finale de la saison 2013-2014.
Pour le Paris Saint-Germain, la série a débuté avec un match nul 1-1 contre Arsenal lors de leur premier match européen de la saison 2016-2017 et s'est terminé lors de la défaite 0-1 contre le Bayern Munich le 23 août 2020 en finale de l'édition 2019-2020.

### Victoires consécutives à domicile
Le Bayern Munich détient le record (16) de victoires consécutives à domicile en Ligue des champions (entre le 17 septembre 2014 et une victoire 1-0 sur Manchester City. La série se conclut le 12 avril 2017 après une défaite 1-2 contre le Real Madrid).

### Victoires consécutives à l'extérieur
Le Bayern Munich a égalé le record de l'Ajax (1995-1997) de victoires consécutives en Ligue des champions après avoir remporté sept matchs d'affilée. Cela a débuté avec une victoire de 3-1 face contre Arsenal à l'Emirates Stadium lors du premier match de la saison 2012-2013 et s'est poursuivie jusqu'à la finale, avec des victoires contre la Juventus (2-0) au Juventus Stadium et contre le FC Barcelone (3-0) au Camp Nou. Durant la saison 2013-2014, la série continue avec en phase de groupes des victoires sur Manchester City (3-1) au City of Manchester Stadium, le Viktoria Plzeň (1-0) et le CSKA Moscou (3-1). Ils égalent le record en battant de nouveau Arsenal sur le score de 2-0 à l'Emirates Stadium le 19 février 2014. La série se termine par un match nul 1-1 à Old Trafford contre Manchester United lors du premier match des quarts de finale.

### Victoires consécutives
Le Bayern Munich (Ligue des champions de l'UEFA 2019-2020) détient le record de 15 victoires consécutives en Ligue des champions. Le Bayern Munich débute le 18 septembre 2019 lors de la victoire contre l’Étoile rouge de Belgrade 3-0 lors du premier match des phases de groupes de la saison 2019-2020. La série se termine le 1er décembre 2020 sur un match nul sur le terrain de l’Atlético Madrid (1-1)

### Plus longue invincibilité à domicile
Le record de la plus longue invincibilité à domicile est détenu par le FC Barcelone, 37 matchs. La série débute avec une victoire 4-0 contre l'Ajax d'Amsterdam en 2013-2014 et se termine le 8 décembre 2020 face à la Juventus en phase de poule avec une défaite 3-0.

### Plus longue invincibilité à l'extérieur
Le record de la plus longue série sans défaites à l'extérieur est de 16 matchs et est détenu par Manchester United. La série débute avec une victoire 1-0 contre le Sporting en 2007-2008 en phase de groupes. Elle a duré jusqu'à la victoire 3-2 contre l'AC Milan à Giuseppe-Meazza lors du premier match de la première phase à élimination directe de la saison 2009-2010. La série se termine avec une défaite contre le Bayern Munich lors du premier quart de finale de la saison 2009-2010.

### La plus longue série sans défaite
Le record de la plus longue série d'invincibilité s'élève à 25 matchs et est détenu par Manchester United. Il a commencé avec une victoire 1-0 contre le Sporting lors de la première journée en phase de groupes de la saison 2007-2008 et se termine avec une défaite contre le FC Barcelone en finale de la saison 2008-2009.

### Participation à la ligue des champions (depuis 1992)
| Pays            | Total pays | Nb de participations | Clubs                          | Année |
| --------------- | ---------- | -------------------- | ------------------------------ | --- |
| Espagne (14)    | 113        | 29                   | FC Barcelone                   | 1993–94, 1994–95, 1997–98, 1998–99, 1999–2000, 2000–01, 2001–02, 2002–03, 2004–05, 2005–06, 2006–07, 2007–08, 2008–09, 2009–10, 2010–11, 2011–12, 2012–13, 2013–14, 2014–15, 2015–16, 2016–17, 2017–18, 2018–19, 2019–20, 2020-21, 2021-22, 2022-23, 2023-24, 2024-25     |
| Espagne (14)    | 113        | 29                   | Real Madrid                    | 1995–96, 1997–98, 1998–99, 1999–2000, 2000–01, 2001-2002, 2002–03, 2003–04, 2004–05, 2005–06, 2006–07, 2007-2008, 2008–09, 2009–10, 2010–11, 2011–12, 2012–13, 2013–14, 2014–15, 2015–16, 2016–17, 2017–18, 2018–19, 2019–20, 2020-21, 2021-22, 2022-23, 2023-24, 2024-25 |
| Espagne (14)    | 113        | 15                   | Atlético de Madrid             | 1996–97, 2008–09, 2009–10, 2013–14, 2014–15, 2015–16, 2016–17, 2017–18, 2018–19, 2019–20, 2020-21, 2021-22, 2022-23, 2023-24, 2024-25 |
| Espagne (14)    | 113        | 12                   | Valence CF                     | 1999–2000, 2000–01, 2002–03, 2004–05, 2006–07, 2007–08, 2010–11, 2011–12, 2012–13, 2015–16, 2018–19, 2019–20 |
| Espagne (14)    | 113        | 9                    | Séville FC                     | 2007–08, 2009–10, 2015–16, 2016–17, 2017–18, 2020-21, 2021-22, 2022-23, 2023-24 |
| Espagne (14)    | 113        | 5                    | Deportivo La Corogne           | 2000–01, 2001–02, 2002–03, 2003–04, 2004-05 |
| Espagne (14)    | 113        | 4                    | Villarreal CF                  | 2005–06, 2008–09, 2011–12, 2021-22 |
| Espagne (14)    | 113        | 3                    | Real Sociedad                  | 2003–04, 2013–14, 2023-24 |
| Espagne (14)    | 113        | 2                    | Athletic Bilbao                | 1998–99, 2014–15 |
| Espagne (14)    | 113        | 1                    | Réal Majorque                  | 2001–02 |
| Espagne (14)    | 113        | 1                    | Celta Vigo                     | 2003–04 |
| Espagne (14)    | 113        | 1                    | Betis Séville                  | 2005–06 |
| Espagne (14)    | 113        | 1                    | Málaga                         | 2012–13 |
| Espagne (14)    | 113        | 1                    | Girona FC                      | 2024-25 |
| Allemagne (14)  | 100        | 29                   | Bayern Munich                  | 1994–95, 1997–98, 1998–99, 1999–2000, 2000–01, 2001–02, 2002–03, 2003–04, 2004–05, 2005–06, 2006–07, 2008–09, 2009–10, 2010–11, 2011–12, 2012–13, 2013–14, 2014–15, 2015–16, 2016–17, 2017–18, 2018–19, 2019–20, 2020-21, 2021-22, 2022-23, 2023-24, 2024-25              |
| Allemagne (14)  | 100        | 19                   | Borussia Dortmund              | 1995–96, 1996–97, 1997–98, 1999–2000, 2001–02, 2002–03, 2011–12, 2012–13, 2013–14, 2014–15, 2016–17, 2017–18, 2018–19, 2019–20, 2020-21, 2021-22, 2022-23, 2023-24, 2024-25                                                                                               |
| Allemagne (14)  | 100        | 14                   | Bayer Leverkusen               | 1997–98, 1999–2000, 2000–01, 2001–02, 2002–03, 2004–05, 2011–12, 2013–14, 2014–15, 2015–16, 2016–17, 2019–20, 2022-23, 2024-25 |
| Allemagne (14)  | 100        | 8                    | Schalke 04                     | 2001–02, 2005–06, 2007–08, 2010–11, 2012–13, 2013–14, 2014–15, 2018–19 |
| Allemagne (14)  | 100        | 7                    | RB Leipzig                     | 2017–18, 2019–20, 2020-21, 2021-22, 2022-23, 2023-24, 2024-25 |
| Allemagne (14)  | 100        | 6                    | Werder Brême                   | 1993–94, 2005–06, 2006–07, 2007–08, 2008–09, 2010–11 |
| Allemagne (14)  | 100        | 4                    | VfB Stuttgart                  | 2003–04, 2007–08, 2009–10, 2024-25 |
| Allemagne (14)  | 100        | 3                    | Borussia Mönchengladbach       | 2015–16, 2016–17, 2020-21 |
| Allemagne (14)  | 100        | 3                    | VfL Wolfsburg                  | 2009–10, 2015–16, 2021-22 |
| Allemagne (14)  | 100        | 2                    | Hamburger SV                   | 2000–01, 2006–07 |
| Allemagne (14)  | 100        | 1                    | Kaiserslautern                 | 1998–99 |
| Allemagne (14)  | 100        | 1                    | Hertha Berlin                  | 1999–2000 |
| Allemagne (14)  | 100        | 1                    | 1899 Hoffenheim                | 2018–19 |
| Allemagne (14)  | 100        | 1                    | Eintracht Francfort            | 2022-23 |
| Allemagne (14)  | 100        | 1                    | 1. FC Union Berlin             | 2023-24 |
| Angleterre (11) | 108        | 25                   | Manchester United              | 1994–95, 1996–97, 1997–98, 1998–99, 1999–2000, 2000–01, 2001–02, 2002–03, 2003–04, 2004–05, 2005–06, 2006–07, 2007–08, 2008–09, 2009–10, 2010–11, 2011–12, 2012–13, 2013–14, 2015–16, 2017–18, 2018–19, 2020-21, 2021-22, 2023-24                                         |
| Angleterre (11) | 108        | 21                   | Arsenal FC                     | 1998–99, 1999–2000, 2000–01, 2001–02, 2002–03, 2003–04, 2004–05, 2005–06, 2006–07, 2007–08, 2008–09, 2009–10, 2010–11, 2011–12, 2012–13, 2013–14, 2014–15, 2015–16, 2016–17, 2023-24, 2024-25                                                                             |
| Angleterre (11) | 108        | 19                   | Chelsea FC                     | 1999–2000, 2003–04, 2004–05, 2005–06, 2006–07, 2007–08, 2008–09, 2009–10, 2010–11, 2011–12, 2012–13, 2013–14, 2014–15, 2015–16, 2017–18, 2019–20, 2020-21, 2021-22, 2022-23                                                                                               |
| Angleterre (11) | 108        | 16                   | Liverpool FC                   | 2001–02, 2002–03, 2004–05, 2005–06, 2006–07, 2007–08, 2008–09, 2009–10, 2014–15, 2017–18, 2018–19, 2019–20, 2020-21, 2021-22, 2022-23, 2024-25 |
| Angleterre (11) | 108        | 14                   | Manchester City                | 2011–12, 2012–13, 2013–14, 2014–15, 2015–16, 2016–17, 2017–18, 2018–19, 2019–20, 2020-21, 2021-22, 2022-23, 2023-24, 2024-25 |
| Angleterre (11) | 108        | 6                    | Tottenham                      | 2010–11, 2016–17, 2017–18, 2018–19, 2019–20, 2022-23 |
| Angleterre (11) | 108        | 3                    | Newcastle United               | 1997–98, 2002–03, 2023-24 |
| Angleterre (11) | 108        | 1                    | Blackburn Rovers               | 1995–96 |
| Angleterre (11) | 108        | 1                    | Leeds United                   | 2000–01 |
| Angleterre (11) | 108        | 1                    | Leicester                      | 2016–17 |
| Angleterre (11) | 108        | 1                    | Aston Villa                    | 2024-25 |
| Italie (11)     | 99         | 24                   | Juventus FC                    | 1995–96, 1996–97, 1997–98, 1998–99, 2000–01, 2001–02, 2002–03, 2003–04, 2004–05, 2005–06, 2008–09, 2009–10, 2012–13, 2013–14, 2014–15, 2015–16, 2016–17, 2017–18, 2018–19, 2019–20, 2020-21, 2021-22, 2022-23, 2024-25                                                    |
| Italie (11)     | 99         | 21                   | AC Milan                       | 1992–93, 1993–94, 1994–95, 1996–97, 1999–2000, 2000–01, 2002–03, 2003–04, 2004–05, 2005–06, 2006–07, 2007–08, 2009–10, 2010–11, 2011–12, 2012–13, 2013–14, 2021-22, 2022-23, 2023-24, 2024-25                                                                             |
| Italie (11)     | 99         | 18                   | Inter Milan                    | 1998–99, 2002–03, 2003–04, 2004–05, 2005–06, 2006–07, 2007–08, 2008–09, 2009–10, 2010–11, 2011–12, 2018–19, 2019–20, 2020-21, 2021-22, 2022-23, 2023-24, 2024-25 |
| Italie (11)     | 99         | 11                   | AS Rome                        | 2001–02, 2002–03, 2004–05, 2006–07, 2007–08, 2008–09, 2010–11, 2014–15, 2015–16, 2017–18, 2018–19 |
| Italie (11)     | 99         | 8                    | SSC Naples                     | 2011–12, 2013–14, 2016–17, 2017–18, 2018–19, 2019–20, 2022-23, 2023-24 |
| Italie (11)     | 99         | 7                    | Lazio Rome                     | 1999–2000, 2000–01, 2001–02, 2003–04, 2007–08, 2020-21, 2023-24 |
| Italie (11)     | 99         | 4                    | Atalanta Bergame               | 2019–20, 2020-21, 2021-22, 2024-25 |
| Italie (11)     | 99         | 3                    | Fiorentina                     | 1999–2000, 2008–09, 2009–10 |
| Italie (11)     | 99         | 1                    | Parme                          | 1997–98 |
| Italie (11)     | 99         | 1                    | Udinese Calcio                 | 2005–06 |
| Italie (11)     | 99         | 1                    | Bologne FC                     | 2024–25 |
| France (12)     | 77         | 17                   | Paris Saint-Germain            | 1994–95, 1997–98, 2000–01, 2004–05, 2012–13, 2013–14, 2014–15, 2015–16, 2016–17, 2017–18, 2018–19, 2019–20, 2020-21, 2021-22, 2022-23, 2023-24, 2024-25 |
| France (12)     | 77         | 16                   | Olympique lyonnais             | 2000–01, 2001–02, 2002–03, 2003–04, 2004–05, 2005–06, 2006–07, 2007–08, 2008–09, 2009–10, 2010–11, 2011–12, 2015–16, 2016–17, 2018–19, 2019–20 |
| France (12)     | 77         | 11                   | Olympique de Marseille         | 1992–93, 1999–2000, 2003–04, 2007–08, 2008–09, 2009–10, 2010–11, 2011–12, 2013–14, 2020-21, 2022-23 |
| France (12)     | 77         | 10                   | AS Monaco                      | 1993–94, 1997–98, 2000–01, 2003–04, 2004–05, 2014–15, 2016–17, 2017–18, 2018–19, 2024-25 |
| France (12)     | 77         | 8                    | LOSC Lille                     | 2001–02, 2005–06, 2006–07, 2011–12, 2012–13, 2019–20, 2021-22, 2024-25 |
| France (12)     | 77         | 4                    | Bordeaux                       | 1999–2000, 2006–07, 2008–09, 2009–10 |
| France (12)     | 77         | 3                    | AJ Auxerre                     | 1996–97, 2002–03, 2010–11 |
| France (12)     | 77         | 3                    | RC Lens                        | 1998–99, 2002–03, 2023-24 |
| France (12)     | 77         | 2                    | FC Nantes                      | 1995–96, 2001–02 |
| France (12)     | 77         | 1                    | Montpellier SC                 | 2012–13 |
| France (12)     | 77         | 1                    | Stade rennais FC               | 2020-21 |
| France (12)     | 77         | 1                    | Stade brestois 29              | 2024-25 |
| Pays-Bas (7)    | 47         | 18                   | Ajax Amsterdam                 | 1994–95, 1995–96, 1996–97, 1998–99, 2002–03, 2003–04, 2004–05, 2005–06, 2010–11, 2011–12, 2012–13, 2013–14, 2014–15, 2018–19, 2019–20, 2020-21, 2021-22, 2022-23 |
| Pays-Bas (7)    | 47         | 18                   | PSV Eindhoven                  | 1992–93, 1997–98, 1998–99, 1999–2000, 2000–01, 2001–02, 2002–03, 2003–04, 2004–05, 2005–06, 2006–07, 2007–08, 2008–09, 2015–16, 2016–17, 2018–19, 2023-24, 2024-25 |
| Pays-Bas (7)    | 47         | 7                    | Feyenoord Rotterdam            | 1997–98, 1999–2000, 2001–02, 2002–03, 2017–18, 2023-24, 2024-25 |
| Pays-Bas (7)    | 47         | 1                    | Willem II                      | 1999–2000 |
| Pays-Bas (7)    | 47         | 1                    | Heerenveen                     | 2000–01 |
| Pays-Bas (7)    | 47         | 1                    | AZ Alkmaar                     | 2009–10 |
| Pays-Bas (7)    | 47         | 1                    | Twente                         | 2010–11 |
| Russie (7)      | 43         | 12                   | Spartak Moscou                 | 1993–94, 1994–95, 1995–96, 1998–99, 1999–2000, 2000–01, 2001–02, 2002–03, 2006–07, 2010–11, 2012–13, 2017–18 |
| Russie (7)      | 43         | 12                   | CSKA Moscou                    | 1992–93, 2004–05, 2006–07, 2007–08, 2009–10, 2011–12, 2013–14, 2014–15, 2015–16, 2016–17, 2017–18, 2018–19 |
| Russie (7)      | 43         | 9                    | Zénith Saint-Petersbourg       | 2008–09, 2011–12, 2012–13, 2013–14, 2014–15, 2015–16, 2019–20, 2020-21, 2021-22 |
| Russie (7)      | 43         | 6                    | Lokomotiv Moscou               | 2001–02, 2002–03, 2003–04, 2018–19, 2019–20, 2020-21 |
| Russie (7)      | 43         | 2                    | Rubin Kazan                    | 2009–10, 2010–11 |
| Russie (7)      | 43         | 1                    | Rostov                         | 2016–17 |
| Russie (7)      | 43         | 1                    | Krasnodar                      | 2020-21 |
| Belgique (7)    | 30         | 12                   | Anderlecht                     | 1993–94, 1994–95, 2000–01, 2001–02, 2003–04, 2004–05, 2005–06, 2006–07, 2012–13, 2013–14, 2014–15, 2017–18 |
| Belgique (7)    | 30         | 11                   | Club Bruges                    | 1992–93, 2002–03, 2003–04, 2005–06, 2016–17, 2018–19, 2019–20, 2020-21, 2021-22, 2022-23, 2024-25 |
| Belgique (7)    | 30         | 3                    | KRC Genk                       | 2002–03, 2011–12, 2019–20 |
| Belgique (7)    | 30         | 1                    | Lierse                         | 1997–98 |
| Belgique (7)    | 30         | 1                    | Standard de Liège              | 2009–10 |
| Belgique (7)    | 30         | 1                    | La Gantoise                    | 2015–16 |
| Belgique (7)    | 30         | 1                    | Royal Antwerp Football Club    | 2023-24 |
| Portugal (5)    | 62         | 27                   | FC Porto                       | 1992–93, 1993–94, 1995-1996, 1996–97, 1997–98, 1998-99, 1999–2000, 2001–02, 2003–04, 2004–05, 2005–06, 2006–07, 2007–08, 2008–09, 2009–10, 2011–12, 2012–13, 2013–14, 2014–15, 2015–16, 2016–17, 2017–18, 2018–19, 2020-21, 2021-22, 2022-23, 2023-24                     |
| Portugal (5)    | 62         | 19                   | SL Benfica                     | 1994–95, 1998–99, 2005–06, 2006–07, 2007–08, 2010–11, 2011–12, 2012–13, 2013–14, 2014–15, 2015–16, 2016–17, 2017–18, 2018–19, 2019–20, 2021-22, 2022-23, 2023-24, 2024-25                                                                                                 |
| Portugal (5)    | 62         | 11                   | Sporting CP                    | 1997–98, 2000–01, 2006–07, 2007–08, 2008–09, 2014–15, 2016–17, 2017–18, 2021-22, 2022-23, 2024-25 |
| Portugal (5)    | 62         | 3                    | Braga                          | 2010–11, 2012–13, 2023-24 |
| Portugal (5)    | 62         | 2                    | Boavista                       | 1999–2000, 2001–02 |
| Turquie (6)     | 34         | 17                   | Galatasaray                    | 1993–94, 1994–95, 1997–98, 1998–99, 1999–2000, 2000–01, 2001–02, 2002–03, 2003–04, 2006–07, 2012–13, 2013–14, 2014–15, 2015–16, 2018–19, 2019–20, 2023-24 |
| Turquie (6)     | 34         | 8                    | Beşiktaş                       | 1997–98, 2000–01, 2003–04, 2007–08, 2009–10, 2016–17, 2017–18, 2021-22 |
| Turquie (6)     | 34         | 6                    | Fenerbahçe                     | 1996–97, 2001–02, 2004–05, 2005–06, 2007–08, 2008–09 |
| Turquie (6)     | 34         | 1                    | Bursaspor                      | 2010–11 |
| Turquie (6)     | 34         | 1                    | Trabzonspor                    | 2011–12 |
| Turquie (6)     | 34         | 1                    | Basaksehir                     | 2021-22 |
| Suisse (5)      | 16         | 8                    | FC Bâle                        | 2002–03, 2008–09, 2010–11, 2011–12, 2013–14, 2014–15, 2016–17, 2017–18 |
| Suisse (5)      | 16         | 4                    | BSC Young Boys                 | 2018–19, 2021-22, 2023-24, 2024-25 |
| Suisse (5)      | 16         | 2                    | Grasshopper                    | 1995–96, 1996–97 |
| Suisse (5)      | 16         | 1                    | Thun                           | 2005–06 |
| Suisse (5)      | 16         | 1                    | FC Zürich                      | 2009–10 |
| Roumanie (4)    | 12         | 7                    | Steaua Bucarest                | 1994–95, 1995–96, 1996–97, 2006–07, 2007–08, 2008–09, 2013–14 |
| Roumanie (4)    | 12         | 3                    | CFR Cluj                       | 2008–09, 2010–11, 2012–13 |
| Roumanie (4)    | 12         | 1                    | Unirea Urziceni                | 2009–10 |
| Roumanie (4)    | 12         | 1                    | Oțelul Galați                  | 2011–12 |
| Suède (4)       | 9          | 4                    | IFK Göteborg                   | 1992–93, 1994–95, 1996–97, 1997–98 |
| Suède (4)       | 9          | 3                    | Malmö FF                       | 2014–15, 2015–16, 2021-22 |
| Suède (4)       | 9          | 1                    | AIK Stockholm                  | 1999–2000 |
| Suède (4)       | 9          | 1                    | Helsingborg                    | 2000–01 |
| Danemark (5)    | 11         | 6                    | FC Copenhague                  | 2006–07, 2010–11, 2013–14, 2016–17, 2022-23, 2023-24 |
| Danemark (5)    | 11         | 2                    | AaB Aalborg                    | 1995–96, 2008–09 |
| Danemark (5)    | 11         | 1                    | Brøndby                        | 1998–99 |
| Danemark (5)    | 11         | 1                    | Nordsjælland                   | 2012–13 |
| Danemark (5)    | 11         | 1                    | FC Midtjylland                 | 2020-21 |
| Autriche (4)    | 15         | 7                    | RB Salzbourg                   | 1994–95, 2019–20, 2020-21, 2021-22, 2022-23, 2023-24, 2024-25 |
| Autriche (4)    | 15         | 4                    | Sturm Graz                     | 1998–99, 1999–2000, 2000–01, 2024-25 |
| Autriche (4)    | 15         | 2                    | Rapid Vienne                   | 1996–97, 2005–06 |
| Autriche (4)    | 15         | 1                    | Austria Vienne                 | 2013–14 |
| Grèce (3)       | 34         | 20                   | Olympiakos                     | 1997–98, 1998–99, 1999–2000, 2000–01, 2001–02, 2002–03, 2003–04, 2004–05, 2005–06, 2006–07, 2007–08, 2009–10, 2011–12, 2012–13, 2013–14, 2014–15, 2015–16, 2017–18, 2019–20, 2020-21                                                                                      |
| Grèce (3)       | 34         | 9                    | Panathinaikos                  | 1995–96, 1998–99, 2000–01, 2001–02, 2003–04, 2004–05, 2005–06, 2008–09, 2010–11 |
| Grèce (3)       | 34         | 5                    | AEK Athens                     | 1994–95, 2002–03, 2003–04, 2006–07, 2018–19 |
| Tchéquie (3)    | 14         | 8                    | Sparta Prague                  | 1997–98, 1999–2000, 2000–01, 2001–02, 2003–04, 2004–05, 2005–06, 2024-25 |
| Tchéquie (3)    | 14         | 4                    | Viktoria Plzeň                 | 2011–12, 2013–14, 2018–19, 2022-23 |
| Tchéquie (3)    | 14         | 2                    | Slavia Prague                  | 2007–08, 2019–20 |
| Israël (3)      | 6          | 3                    | Maccabi Haïfa                  | 2002–03, 2009–10, 2022-23 |
| Israël (3)      | 6          | 2                    | Maccabi Tel-Aviv               | 2004–05, 2015–16 |
| Israël (3)      | 6          | 1                    | Hapoel Tel-Aviv                | 2010–11 |
| Slovaquie (4)   | 4          | 1                    | FC Košice                      | 1997–98 |
| Slovaquie (4)   | 4          | 1                    | Artmedia Petržalka             | 2005–06 |
| Slovaquie (4)   | 4          | 1                    | Žilina                         | 2010–11 |
| Slovaquie (4)   | 4          | 1                    | Slovan Bratislava              | 2024-25 |
| Ukraine (2)     | 37         | 19                   | Chakhtar Donetsk               | 2000–01, 2004–05, 2006–07, 2007–08, 2008–09, 2010–11, 2011–12, 2012–13, 2013–14, 2014–15, 2015–16, 2017–18, 2018–19, 2019–20, 2020-21, 2021-22, 2022-23, 2023-24, 2024-25                                                                                                 |
| Ukraine (2)     | 37         | 18                   | Dynamo Kiev                    | 1994–95, 1997–98, 1998–99, 1999–2000, 2000–01, 2001–02, 2002–03, 2003–04, 2004–05, 2006–07, 2007–08, 2008–09, 2009–10, 2012–13, 2015–16, 2016–17, 2020-21, 2021-22 |
| Écosse (2)      | 24         | 13                   | Celtic FC                      | 2001–02, 2003–04, 2004–05, 2006–07, 2007–08, 2008–09, 2012–13, 2013–14, 2016–17, 2017–18, 2022-23, 2023-24, 2024-25 |
| Écosse (2)      | 24         | 11                   | Rangers FC                     | 1992–93, 1995–96, 1996–97, 1999–2000, 2000–01, 2003–04, 2005–06, 2007–08, 2009–10, 2010–11, 2022-23 |
| Norvège (2)     | 12         | 11                   | Rosenborg                      | 1995–96, 1996–97, 1997–98, 1998–99, 1999–2000, 2000–01, 2001–02, 2002–03, 2004–05, 2005–06, 2007–08 |
| Norvège (2)     | 12         | 1                    | Molde                          | 1999–2000 |
| Croatie (2)     | 10         | 9                    | Dinamo Zagreb                  | 1998–99, 1999–2000, 2011–12, 2012–13, 2015–16, 2016–17, 2019–20, 2022-23, 2024-25 |
| Croatie (2)     | 10         | 1                    | Hajduk Split                   | 1994–95 |
| Chypre (2)      | 5          | 4                    | APOEL Nicosie                  | 2009–10, 2011–12, 2014–15, 2017–18 |
| Chypre (2)      | 5          | 1                    | Anorthosis                     | 2008–09 |
| Pologne (2)     | 3          | 2                    | Legia Varsovie                 | 1995–96, 2016–17 |
| Pologne (2)     | 3          | 1                    | Widzew Łódź                    | 1996–97 |
| Bulgarie (2)    | 3          | 2                    | Ludogorets Razgrad             | 2014–15, 2016–17 |
| Bulgarie (2)    | 3          | 1                    | Levski Sofia                   | 2006–07 |
| Serbie (2)      | 6          | 4                    | Étoile rouge de Belgrade       | 2018–19, 2019–20, 2023-24, 2024-25 |
| Serbie (2)      | 6          | 2                    | Partizan Belgrade              | 2003–04, 2010–11 |
| Hongrie (2)     | 3          | 2                    | Ferencváros                    | 1995–96, 2020–21 |
| Hongrie (2)     | 3          | 1                    | Debrecen                       | 2009–10 |
| Belarus (1)     | 5          | 5                    | BATE Borisov                   | 2008–09, 2011–12, 2012–13, 2014–15, 2015–16 |
| Slovénie (1)    | 3          | 3                    | Maribor                        | 1999–2000, 2014–15, 2017–18 |
| Finlande (1)    | 1          | 1                    | HJK Helsinki                   | 1998–99 |
| Kazakhstan (1)  | 1          | 1                    | Astana                         | 2015–16 |
| Azerbaïdjan (1) | 1          | 1                    | Qarabağ                        | 2017–18 |
| Moldavie (1)    | 1          | 1                    | Football Club Sheriff Tiraspol | 2021–22 |

## Personnalités

### Joueurs

#### Matchs disputés

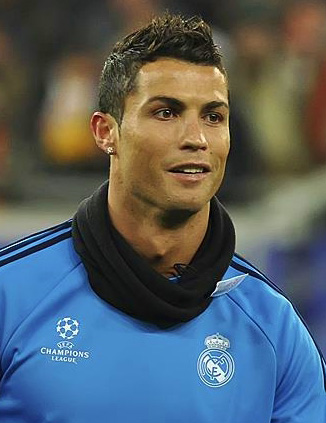
Cristiano Ronaldo, joueur le plus capé, meilleur buteur et meilleur passeur de la compétition.

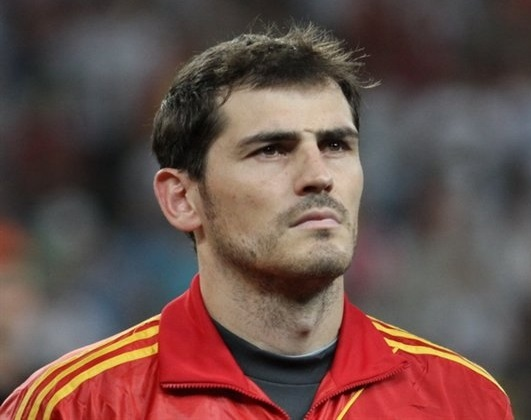
Iker Casillas est le deuxième joueur ayant joué le plus de match dans la compétition.

Le tableau ci-dessous ne comprennent pas les matchs disputés en phase de qualification de la compétition.
En gras sont indiqués les joueurs disputant encore en activité en Europe.

| Rang | Joueur            | Matchs | Années    | Clubs                                    |
| ---- | ----------------- | ------ | --------- | ---------------------------------------- |
| 1    | Cristiano Ronaldo | 187    | 2002-2022 | Manchester United, Real Madrid, Juventus |
| 2    | Iker Casillas     | 181    | 1999-2019 | Real Madrid, FC Porto                    |
| 3    | Thomas Müller     | 165    | 2009-2025 | Bayern Munich                            |
| 4    | Lionel Messi      | 163    | 2004-2023 | FC Barcelone, Paris SG                   |
| 5    | Xavi              | 157    | 1998-2015 | FC Barcelone                             |
| 6    | Luka Modrić       | 153    | 2010-2025 | Tottenham Hotspur, Real Madrid           |
| 6    | Toni Kroos        | 153    | 2008-2024 | Bayern Munich, Real Madrid               |
| 8    | Karim Benzema     | 152    | 2005-2023 | Olympique lyonnais, Real Madrid          |
| 9    | Manuel Neuer      | 152    | 2007-2025 | FC Schalke 04, Bayern Munich             |
| 10   | Ryan Giggs        | 151    | 1993-2014 | Manchester United                        |

#### Buteurs
Le Portugais Cristiano Ronaldo est le meilleur buteur de l'histoire de la Ligue des champions. De 2002 à 2022, il a inscrit 141 buts en 187 matchs.

| Rang | Joueur              | Buts | Matchs | Ratio | Années    | Clubs                                          |
| ---- | ------------------- | ---- | ------ | ----- | --------- | ---------------------------------------------- |
| 1    | Cristiano Ronaldo   | 141  | 187    | 0.75  | 2002-2022 | Manchester United, Real Madrid, Juventus       |
| 2    | Lionel Messi        | 129  | 163    | 0.79  | 2004-2023 | FC Barcelone, Paris Saint-Germain              |
| 3    | Robert Lewandowski  | 105  | 133    | 0.79  | 2011-     | Borussia Dortmund, Bayern Munich, FC Barcelone |
| 4    | Karim Benzema       | 90   | 152    | 0.59  | 2005-2023 | Olympique lyonnais, Real Madrid                |
| 5    | Raúl                | 71   | 144    | 0.49  | 1995-2011 | Real Madrid, FC Schalke 04                     |
| 6    | Ruud van Nistelrooy | 60   | 83     | 0.72  | 1998-2009 | PSV Eindhoven, Manchester United, Real Madrid  |
| 7    | Andriy Chevtchenko  | 59   | 116    | 0.51  | 1994-2012 | Dynamo Kiev, AC Milan, Chelsea                 |
| 8    | Thomas Müller       | 57   | 165    | 0.35  | 2009-2025 | Bayern Munich                                  |
| 9    | Kylian Mbappé       | 55   | 87     | 0.63  | 2016-     | AS Monaco, Paris Saint-Germain, Real Madrid    |
| 10   | Mohamed Salah       | 51   | 98     | 0.52  | 2012-     | FC Bâle, Chelsea, AS Roma, Liverpool FC        |

#### Passeurs décisifs
Le Portugais Cristiano Ronaldo est le meilleur passeur de l'histoire de la Ligue des champions. De 2002 à 2022, il a effectué 42 passes décisives en 187 matchs.

| Rang | Joueur            | Passes | Matchs | Années    | Clubs                                               |
| ---- | ----------------- | ------ | ------ | --------- | --------------------------------------------------- |
| 1    | Cristiano Ronaldo | 42     | 187    | 2002-2022 | Manchester United, Real Madrid, Juventus            |
| 2    | Ángel Di María    | 41     | 117    | 2007-2025 | Benfica, Real Madrid, Paris Saint-Germain, Juventus |
| 3    | Lionel Messi      | 40     | 163    | 2004-2023 | FC Barcelone, Paris Saint-Germain                   |
| 4    | Neymar            | 33     | 81     | 2013-2023 | FC Barcelone, Paris Saint-Germain                   |
| 5    | Ryan Giggs        | 31     | 151    | 1993-2014 | Manchester United                                   |
| 6    | Xavi              | 30     | 157    | 1998-2015 | FC Barcelone                                        |
| 6    | Thomas Müller     | 30     | 165    | 2008-2025 | Bayern Munich                                       |
| 8    | Andrés Iniesta    | 29     | 132    | 2002-2018 | FC Barcelone                                        |
| 8    | Karim Benzema     | 29     | 152    | 2005-2023 | Olympique lyonnais, Real Madrid                     |
| 8    | Kevin De Bruyne   | 29     | 81     | 2011-     | KRC Genk, Chelsea FC, Manchester City               |

##### Coup du chapeau
- Péter Palotás du MTK Hungária marqua le premier triplé de la compétition contre Anderlecht, le 7 septembre 1955[18].
- Seuls trois joueurs ont réussi à marquer un triplé lors d'une finale, Alfredo Di Stéfano en 1960, Ferenc Puskás en 1960 (4 buts) et en 1962, ainsi que Pierino Prati en 1969. Puskás est le seul joueur à avoir marqué un triplé dans une finale qu'il perdit (1962).
- Le premier triplé de la Ligue des champions moderne a été marqué par Juul Ellerman du PSV Eindhoven contre le FK Žalgiris le 16 septembre 1992.
- Seul Cristiano Ronaldo a marqué trois triplés en une seule Ligue des champions (3, 4 et 3 buts), en 2015-2016. Quatre joueurs ont inscrit deux triplés en une seule Ligue des champions : Karim Benzema (3 et 3 buts), Robert Lewandowski (3 et 3 buts), Lionel Messi (3 et 5 buts) et Mario Gómez (3 et 4 buts).
- Seul Karim Benzema et Cristiano Ronaldo ont marqué deux triplés d'affilée lors de match de phases finale.
- Luiz Adriano, Karim Benzema, Lionel Messi et Cristiano Ronaldo ont marqué 2 triplés en deux matchs consécutifs.
- Le triplé le plus rapide a été marqué par Mohamed Salah, qui a marqué trois buts en six minutes et douze secondes pour Liverpool contre Rangers en 2022-2023 (score 1-7)[19].
- Le plus jeune joueur à marquer un triplé est Raúl González Blanco à 18 ans et 113 jours avec le Real Madrid, dans une victoire 6-1 à domicile contre l'équipe hongroise de Ferencvaros le 18 octobre 1995[20].
- Le plus vieux joueur à marquer un triplé est Karim Benzema à 34 ans et 108 jours avec le Real Madrid, dans une victoire 1-3 à Stamford Bridge contre Chelsea le 6 avril 2022[21].
- Huit joueurs ont inscrit un triplé durant leurs débuts en Ligue des champions :
  - Marco van Basten (AC Milan), Faustino Asprilla (Newcastle United), Yakubu Aiyegbeni (Maccabi Haïfa), Wayne Rooney (Manchester United), Vincenzo Iaquinta (Udinese), Grafite (Wolfsburg), Yacine Brahimi (FC Porto), Sebastian Haller (4 buts) (Ajax Amsterdam), Rodrygo Goes (3 buts) (Real Madrid)
- Lionel Messi et Cristiano Ronaldo sont les seuls joueurs à avoir marqué huit triplés en Ligue des champions.

##### Quadruplé

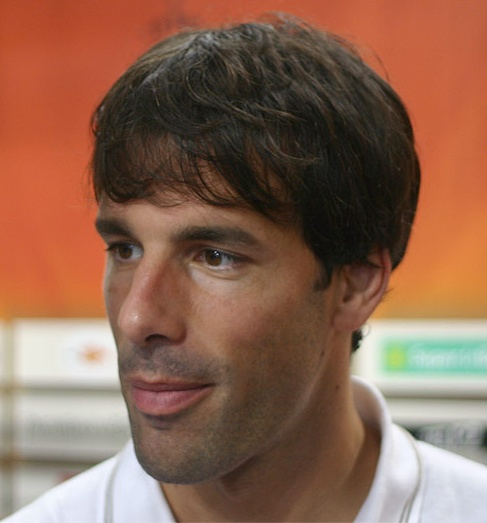
Ruud van Nistelrooy a marqué quatre buts contre le Sparta Prague en 2004-05.

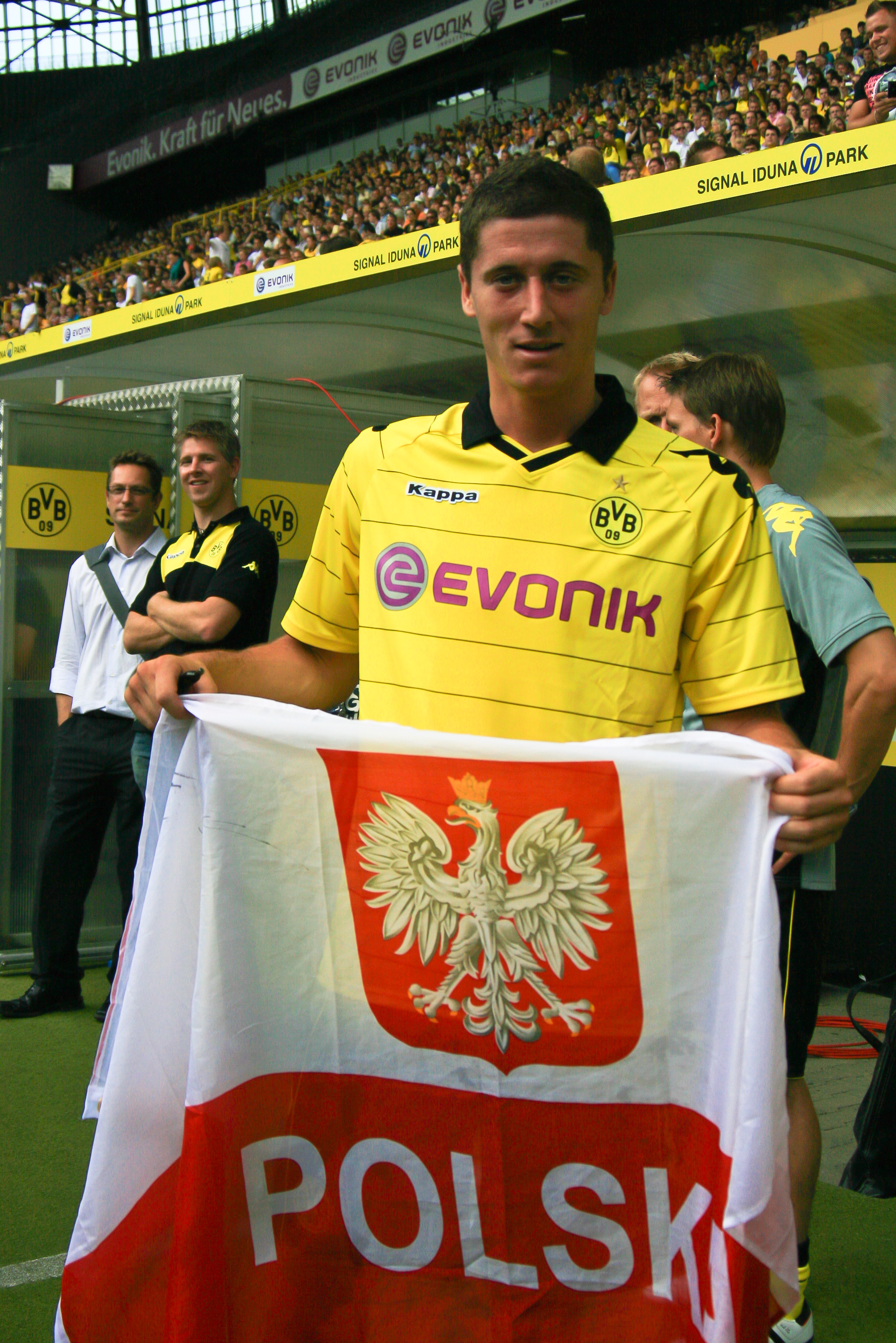
Robert Lewandowski a marqué quatre buts pour le Borussia Dortmund en demi-finale en 2013.

Les joueurs suivants ont marqué quatre buts en un match. Seul Alfredo Di Stéfano, Ferenc Puskás, Sándor Kocsis, Lionel Messi et Robert Lewandowski ont réussi à le faire à partir des quarts de finale, et Ferenc Puskás est le seul footballeur à avoir marqué quatre buts dans une finale (1960).
- En Coupe des champions :
  - Miloš Milutinović (Partizan Belgrade), 5-2 contre le Sporting, en phase de groupes de la saison 1955-1956
  - Dennis Viollet (Manchester United), 10-0 contre Anderlecht, au premier tour préliminaire en 1956-1957
  - Ivan Petkov Kolev (CSKA Sofia), 8-1 contre le Dinamo Bucarest, en phase de groupes de la saison 1956-1957
  - Jovan Cokić (Étoile rouge de Belgrade), 9-1 contre le Stade Dudelange, au tour préliminaire de la saison 1957-1958
  - Bora Kostić (Étoile rouge de Belgrade), 9-1 contre le Stade Dudelange, au premier tour préliminaire de la saison 1957-1958
  - Alfredo Di Stéfano (Real Madrid), 8-0 contre Séville, en quart de finale de la saison 1957-1958, et 7-1 contre le Wiener Sport-Club, en quart de finale de la saison 1958-1959
  - Just Fontaine (Stade de Reims), 4-1 contre Ards, en phase de groupes de la saison 1958-1959
  - Josef Hamerl (Wiener Sport-Club), 7-0  contre la Juventus,en phase de groupes de la saison 1958-1959
  - Sándor Kocsis (FC Barcelone), 5-2 contre Wolverhampton Wanderers, en quart de finale de la saison 1959-1960
  - Ferenc Puskás (Real Madrid), 7-3 contre l'Eintracht Francfort, en finale de la saison 1959-1960, et 5-0 contre Feyenoord, au premier tour préliminaire de la saison 1965-1966
  - Lucien Cossou (AS Monaco), 7-2 contre l'AEK Athens, au premier tour préliminaire de la saison 1963-1964
  - Vladimir Kovačević (Partizan Belgrade), 6-2 contre la Jeunesse Esch, en phase de groupes de la saison 1963-1964
  - José Torres (Benfica), 5-1 contre l'Aris, au premier tour préliminaire de la saison 1964-1965
  - Eusébio (Benfica), 10-0 contre le Stade Dudelange, au premier tour préliminaire de la saison 1965-1966
  - Timo Konietzka (Munich 1860), 8-0 contre l'Omónia Nicosie, en phase de groupes de la saison 1966-1967
  - Denis Law (Manchester United), 7-1 contre Waterford FC, en phase de groupes de la saison 1968-1969
  - Zoran Antonijević (Étoile rouge de Belgrade), 4-2 contre Linfield, en phase de groupes de la saison 1969-1970
  - Ruud Geels (Feyenoord), 12-2 contre le KR Reykjavik, en phase de groupes de la saison 1969-1970
  - Antónis Antoniádis (Panathinaïkos), 5-0 contre Jeunesse Esch, en phase de groupes de la saison 1970-1971
  - João Lourenço (Sporting), 5-0 contre Floriana, en phase de groupes de la saison 1970-1971
  - Kurt Müller, (Grasshoppers), 8-0 contre le FC Lahti, en phase de groupes de la saison 1971-1972
  - Dudu Georgescu (Dinamo Bucarest), 11-0 contre les Crusaders, en phase de groupes de la saison 1973-1974
  - Radu Nunweiller (Dinamo Bucarest), 11-0 contre les Crusaders, en phase de groupes de la saison 1973-1974
  - Jupp Heynckes (Borussia Mönchengladbach), 6-1 contre le Wacker Innsbruck, en phase de groupes de la saison 1975-1976
  - René van de Kerkhof (PSV Eindhoven), 6-0 contre Dundalk, en phase de groupes de la saison 1976-1977
  - Willy van der Kuijlen (PSV Eindhoven), 6-1 contre Fenerbahçe, en phase de groupes de la saison 1978-1979
  - Sotíris Kaïáfas (Omonia Nicosie), 6-1 contre le Red Boys Differdange, en phase de groupes de la saison 1979-1980
  - Ton Blanker (Ajax), 8-1 contre HJK Helsinki, en phase de groupes de la saison 1979-1980
  - Fernando Gomes (FC Porto), 9-0 contre le Rabat Ajax, en phase de groupes de la saison 1986-1987
  - Marco van Basten (AC Milan), 5-2 contre le Vitoscha Sofia, en phase de groupes de la saison 1988-1989
  - Rabah Madjer (FC Porto), 8-1 contre Portadown, en phase de groupes de la saison of 1990-1991
  - Hugo Sánchez (Real Madrid), 9-1 contre le Swarovski Tirol, au second tour de la saison 1990-1991
  - Alan Smith (Arsenal), 6-1 contre l'Austria Vienne, en phase de groupes de la saison 1991-1992
  - Sergei Yuran (Benfica), 6-0 contre Ħamrun Spartans, en phase de groupes de la saison 1991-1992

- En Ligue des champions :
  - Serhiy Rebrov (Dynamo Kiev), 8-0 contre Barry Town, lors des tours préliminaires de la saison 1998-1999
  - Pena (FC Porto), 8-0 contre Barry Town, lors des tours préliminaires de la saison 2001-2002
  - Tomasz Frankowski (Wisła Cracovie), 8-2 contre le WIT Georgia, lors des tours préliminaires de la saison 2004-2005
  - Semih Şentürk (Fenerbahçe), 5-0 contre le MTK Hungária, lors des tours préliminaires de la saison 2008-2009
  - Marco van Basten (AC Milan), 4-0 contre l'IFK Göteborg, en phase de groupes de la saison 1992-1993
  - Simone Inzaghi (Lazio), 5-1 contre l'Olympique de Marseille, en phase de groupes de la saison 1999-2000
  - Dado Pršo (AS Monaco), 8-3 contre le Deportivo La Corogne, en phase de groupes de la saison 2003-2004
  - Ruud van Nistelrooy (Manchester United), 4-1 contre la Sparta Prague, en phase de groupes de la saison 2004-2005
  - Andriy Shevchenko (AC Milan), 4-0 contre Fenerbahçe, en phase de groupes de la saison 2005-2006
  - Lionel Messi (FC Barcelone), 4-1 contre Arsenal, en quart de finale de la saison 2009-2010
  - Bafétimbi Gomis (Olympique lyonnais), 7-1 contre le Dinamo Zagreb, en phase de groupes de la saison 2011-2012
  - Mario Gómez (Bayern Munich), 7-0 contre le FC Bâle, en huitième de finale de la saison 2011-2012
  - Robert Lewandowski (Borussia Dortmund), 4-1 contre le Real Madrid, en demi-finale de la saison 2012-2013
  - Zlatan Ibrahimović (Paris Saint-Germain), 5-0 contre Anderlecht, en phase de groupes de la saison 2013-2014
  - Cristiano Ronaldo (Real Madrid) 8-0 contre Malmö FF, en phase de groupes de la saison 2015-2016
  - Serge Gnabry (Bayern Munich), 7-2 contre Tottenham Hotspur en phase de groupes de la saison 2019-2020
  - Robert Lewandowski (Bayern Munich), 6-0 contre Étoile rouge de Belgrade en phase de groupes de la saison 2019-2020
  - Josip Iličić (Atalanta Bergame), 4-3 contre Valence CF en huitième de finale de la saison 2019-2020
  - Olivier Giroud (Chelsea), 4-0 contre Séville en phase de groupes de la saison 2020-2021
  - Sébastien Haller (Ajax Amsterdam), 5-1 contre Sporting CP en phase de groupes de la saison 2021-2022, seul joueur à avoir inscrit au moins 4 buts lors de son premier match
  - Harry Kane (Bayern Munich), 9-2 contre le Dinamo Zagreb en phase de ligue de la saison 2024-2025

##### Quintuplé

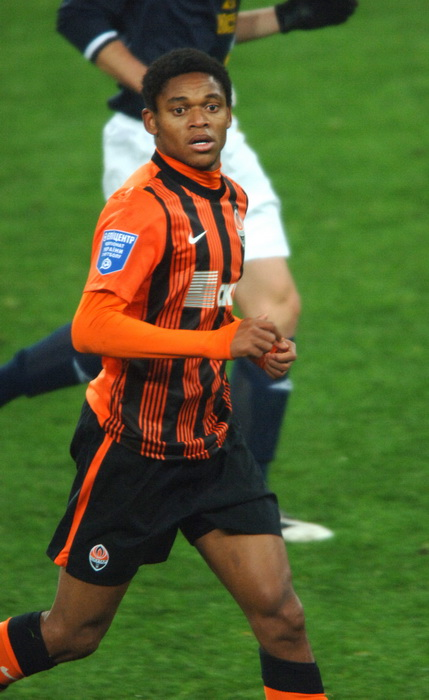
Luiz Adriano a marqué cinq buts avec le Chakhtar Donetsk lors d'un succès 7-0 contre le BATE Borisov en 2014-15.

Les joueurs suivants ont réussi à marquer cinq buts en un match de Ligue de Champions:
- En Coupe des champions :
  - Owe Ohlsson (IFK Göteborg), 6-1 contre Linfield, lors des tours préliminaires de la saison 1959-1960
  - Bent Løfqvist (Boldklubben 1913), 9-2 contre le Spora Luxembourg,lors des tours préliminaires de la saison 1961-1962
  - José Altafini (AC Milan), 8-0 contre l'RCFU Luxembourg, lors des tours préliminaires de la saison 1962-1963
  - Ray Crawford (Ipswich), 10-0 contre Floriana, lors des tours préliminaires de la saison 1962-1963
  - Nikola Kotkov (Lokomotiv Sofia), 8-3 contre Malmö FF, lors des tours préliminaires de la saison 1964-1965
  - Flórián Albert (Ferencváros), 9-1 contre l'ÍBK Keflavík, lors des tours préliminaires de la saison 1965-1966
  - Paul Van Himst (Anderlecht), 10-1 contre le Haka Valkeakoski, en phase de groupes de la saison, 1966-1967
  - Gerd Müller (Bayern Munich), 9-0 contre l'Omónia Nicosie, lors des tours préliminaires de la saison 1972-1973
  - Claudio Sulser (Grasshoppers), 8-0 contre Valletta, lors des tours préliminaires de la saison 1978-1979
  - Søren Lerby (Ajax), 10-0 contre l'Omónia Nicosie, lors des tours préliminaires de la saison, 1979-1980

- En Ligue des champions :
  - Mihails Miholaps (Skonto Riga), 8-0 contre la Jeunesse Esch, lors des tours préliminaires de la saison 1999-2000
  - David Lafata (Sparta Prague), 7-0 contre le Levadia Tallinn, lors des tours préliminaires de la saison 2014-2015
  - Lionel Messi (FC Barcelone), 7-1 contre le Bayer Leverkusen, en huitième de finale de la saison 2011-2012
  - Luiz Adriano (Chakhtar Donetsk), 7-0 contre le BATE Borisov en phase de groupes de la saison 2014-2015
  - Erling Haaland (Manchester City), 7-0 contre le RB Leipzig en huitième de finale de la saison 2022-2023

##### Les plus jeunes et plus âgés
- Le Portugais Pepe est le joueur le plus âgé (40 ans et 254 jours) à marquer en C1, lors du match FC Porto 2-0 Royal Antwerp FC le 7 novembre 2023[22].
- Ansu Fati du FC Barcelone est le plus jeune joueur (17 ans et 40 jours) à marquer en C1, contre l'Inter Milan le 10 décembre 2019[23] (Włodzimierz Lubański à 16 ans et 258 jours est le plus jeune de l'ancienne Coupe des clubs champions européens (1955-1992))[24].
- Paolo Maldini de l'AC Milan est le joueur le plus ancien (36 ans et 333 jours) à marquer en finale de Ligue des champions, en 2005.
- Patrick Kluivert de l'Ajax est le plus jeune joueur (18 ans et 327 jours) à marquer en finale de Ligue des champions, en 1995.
- Olivier Giroud du Chelsea FC est le plus vieux joueur (34 ans et 63 jours) à inscrire un quadruplé lors d'une rencontre de Ligue des champions face au Séville FC le 2 décembre 2020.

##### Autres records de buteurs

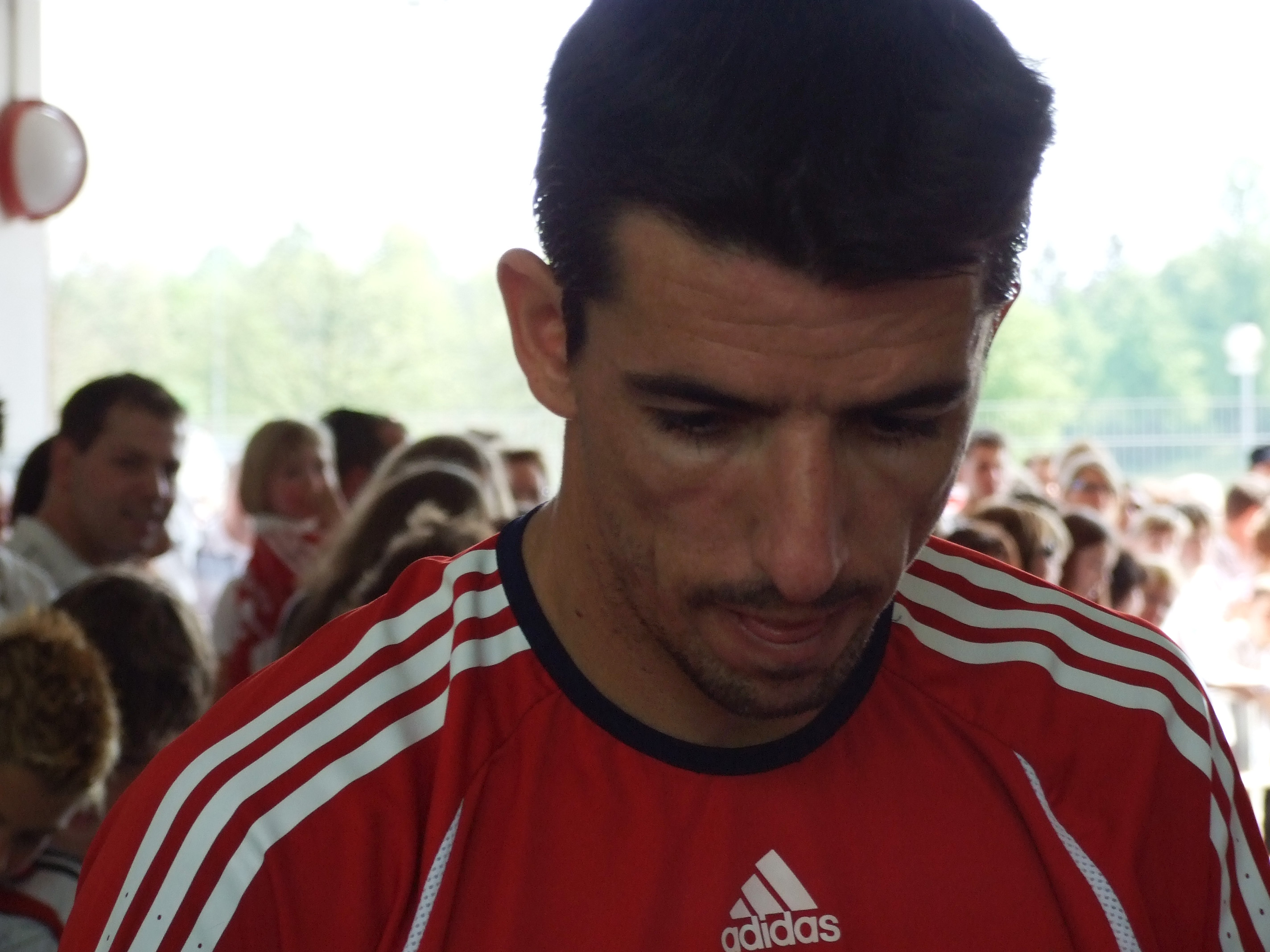
Roy Makaay a marqué le but le plus rapide de la Ligue des champions.

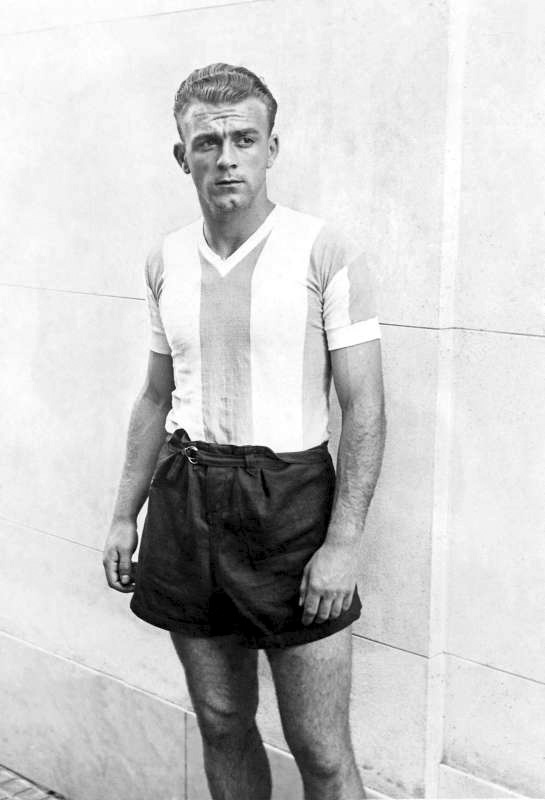
Alfredo Di Stéfano, meilleur buteur en finale de la compétition (5 réalisations lors de trois finales différentes).

- Le but le plus rapide en Ligue des champions a été inscrit par le Bavarois Roy Makaay en 10,12 secondes contre le Real Madrid en 2007[25].
- Le but le plus rapide en finale a été inscrit par le Milanais Paolo Maldini après 53 secondes en 2005, où Milan perd contre Liverpool.
- Ferenc Puskás et Alfredo Di Stéfano ont marqué chacun sept buts en finale. Puskás a marqué quatre buts en 1960 et trois en 1962, tandis que Di Stéfano a marqué sept buts lors de ses cinq finales jouées.
- Cristiano Ronaldo est le joueur ayant marqué le plus de buts en phase finale de Ligue des champions (67).
- Cristiano Ronaldo est le joueur ayant marqué le plus de buts sur coup franc en C1 (13).
- Cristiano Ronaldo et Karim Benzema sont les seuls à avoir marqué deux triplés consécutifs en phase finale dans l'histoire de la Ligue des champions[26].
- Cristiano Ronaldo détient le record de nombre de buts inscrits sur une saison de C1 (17).
- Cristiano Ronaldo détient le record de nombre de buts inscrits sur une année civile en C1 (16).
- Cristiano Ronaldo détient le record de nombre de buts inscrits sur une édition de phase de poule en C1 (11).
- Quatre gardiens ont marqué en coupe d'Europe[27] :
  - Hans-Jörg Butt, trois buts, avec trois clubs différents, tous des pénaltys et tous contre la Juventus :
    - Avec Hambourg, en 2000 (4-4)
    - Avec Leverkusen en 2002 (3-1)
    - Avec le Bayern Munich en 2009 (4-1)

  - Sinan Bolat avec le Standard de Liège contre l'AZ Alkmaar en 2009 (de la tête)
  - Vincent Enyeama (Hapoël Tel Aviv) contre l'Olympique lyonnais en 2010 (sur penalty).
  - Ivan Provedel (Lazio Rome) contre l'Atlético Madrid en 2023 (de la tête).
- Zlatan Ibrahimović est le seul à avoir marqué pour 6 clubs différents en Ligue des champions :
  - L'Ajax (6 buts)
  - La Juventus (3 buts)
  - L'Inter Milan (6 buts)
  - Le FC Barcelone (4 buts)
  - L'AC Milan (9 buts).
  - Le Paris Saint-Germain (20 buts).

- Lionel Messi et Karim Benzema sont les seuls joueurs à avoir marqué pendant 17 saisons consécutives.
- Cristiano Ronaldo est le seul joueur à avoir marqué lors de 11 matchs consécutifs en Ligue des Champions (17).
- Cristiano Ronaldo est le seul joueur à avoir marqué à 10 reprises contre le même adversaire (Juventus en 2014, 2015, 2017 et 2018).

#### Le plus de victoires
| Joueurs               | Nationalité    | Trophées | Finale(s) perdue(s) | Années    | Club(s)                                |
| --------------------- | -------------- | -------- | ------------------- | --------- | -------------------------------------- |
| Francisco Gento       | Espagne        | 6        | 2                   | 1955-1971 | Real Madrid (6)                        |
| Toni Kroos            | Allemagne      | 6        | 1                   | 2007-2024 | Bayern Munich (1), Real Madrid (5)     |
| Dani Carvajal         | Espagne        | 6        | 0                   | 2013-     | Real Madrid (6)                        |
| Luka Modrić           | Croatie        | 6        | 0                   | 2010-     | Real Madrid (6)                        |
| Nacho                 | Espagne        | 6        | 0                   | 2013-2024 | Real Madrid (6)                        |
| Paolo Maldini         | Italie         | 5        | 3                   | 1985-2009 | Milan AC (5)                           |
| Alessandro Costacurta | Italie         | 5        | 3                   | 1987-2007 | Milan AC (5)                           |
| Alfredo Di Stéfano    | Argentine      | 5        | 2                   | 1955-1964 | Real Madrid (5)                        |
| José María Zárraga    | Espagne        | 5        | 1                   | 1955-1962 | Real Madrid (5)                        |
| Cristiano Ronaldo     | Portugal       | 5        | 1                   | 2002-2022 | Manchester United (1), Real Madrid (4) |
| Karim Benzema         | France         | 5        | 0                   | 2005-2023 | Real Madrid (5)                        |
| Isco                  | Espagne        | 5        | 0                   | 2010-     | Real Madrid (5)                        |
| Casemiro              | Brésil         | 5        | 0                   | 2013-     | Real Madrid (5)                        |
| Marcelo               | Brésil         | 5        | 0                   | 2007-2022 | Real Madrid (5)                        |
| Gareth Bale           | Pays de Galles | 5        | 0                   | 2010-2022 | Real Madrid (5)                        |
| Marcos Alonso Imaz    | Espagne        | 5        | 0                   | 1951-1970 | Real Madrid (5)                        |

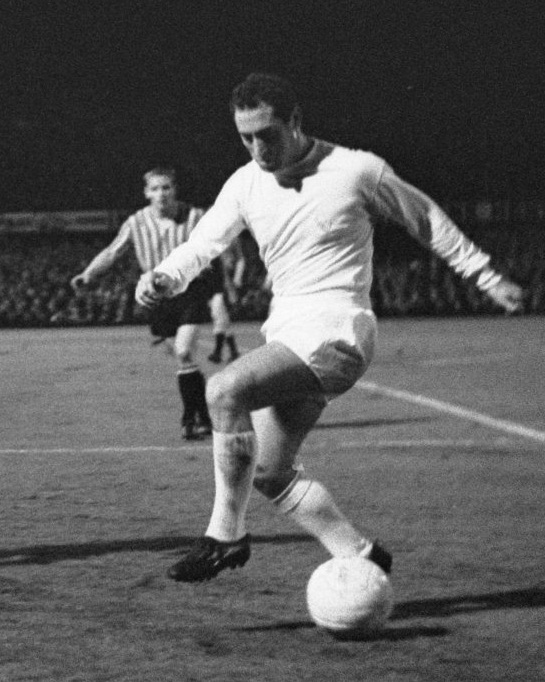
Francisco Gento, six titres remportés, un record.

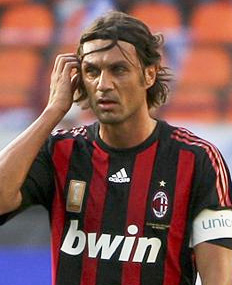
Paolo Maldini, vainqueur de deux Coupes des champions et trois Ligue des champions avec l'AC Milan

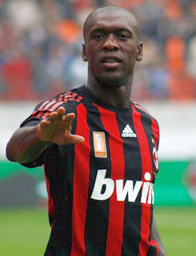
Clarence Seedorf a été le premier joueur à remporter le tournoi avec trois équipes différentes.

- Francisco Gento est le premier joueur à remporter le trophée 6 fois avec le Real Madrid : 1956, 1957, 1958, 1959, 1960 et 1966. À l'issue de la finale de l'édition 2023-2024, il est égalé par quatre autres joueurs du Real : Toni Kroos, Dani Carvajal, Luka Modrić et Nacho.

- Deux joueurs ont disputé huit finales :
  - Francisco Gento en 1956, 1957, 1958, 1959, 1960, 1962, 1964 et 1966, avec Real Madrid
  - Paolo Maldini en 1989, 1990, 1993, 1994, 1995, 2003, 2005 et 2007, avec AC Milan

- Seul un joueur a remporté le trophée avec trois équipes différentes :
  - Clarence Seedorf avec l'Ajax en 1995, avec le Real Madrid en 1998 et avec l'AC Milan en 2003 et 2007

- Seuls cinq joueurs ont remporté deux fois d'affilée le trophée avec deux équipes différentes :
  - Marcel Desailly—Olympique de Marseille 1993 et AC Milan 1994
  - Paulo Sousa — Juventus 1996 et Borussia Dortmund 1997
  - Gerard Piqué — Manchester United 2008 et FC Barcelone 2009
  - Samuel Eto'o — FC Barcelone 2009 et Inter Milan 2010 - Le seul joueur à avoir remporté deux « triplés » d'affilée avec deux équipes différentes (championnat-coupe nationale-Ligue des champions)

- Trois duos père/fils ont remporté le trophée avec le même club :
  - Manuel Sanchís Martínez (1966) et Manuel Sanchís Hontiyuelo (1998 et 2000), avec le Real Madrid
  - Cesare Maldini (1963) et Paolo Maldini (1989, 1990, 1994, 2003 et 2007), pour AC Milan
  - Carles Busquets (1992) et Sergio Busquets (2009, 2011, et 2015) pour FC Barcelone

##### Plus ancien et le plus jeune
- Le joueur le plus âgé à remporter le tournoi est Ferenc Puskás, à 39 ans et 39 jours lorsque le Real Madrid a gagné contre le Partizan Belgrade, le 11 mai 1966.
- Le plus jeune joueur à remporter le tournoi est António Simões, à 18 ans et 139 jours quand Benfica a gagné contre le Real Madrid, le 2 mai 1962.
- Le plus vieux joueur à jouer dans le tournoi est Marco Ballotta (Lazio), contre le Real Madrid en décembre 2007, âgé de 43 ans et 252 jours.
- Le plus jeune joueur à jouer dans le tournoi est Youssoufa Moukoko (Borussia Dortmund), contre le Zénith Saint-Pétersbourg le 8 décembre 2020, à 16 ans et 18 jours. Cependant la presse allemande relate des doutes sur sa date de naissance le rajeunissant de 4 ans[28].
- Le plus vieux joueur à jouer une finale est Dino Zoff, à 41 ans et 86 jours quand la Juventus perdit contre Hambourg en 1983.

#### Gardiens de buts
- Jens Lehmann détient le record du plus grand nombre de matchs sans buts encaissés consécutifs, avec 10 pour Arsenal entre 2005-2006 et 2006-2007, soit 853 minutes[29].
- Helmut Duckadam arrêta les 4 tirs au but au cours de la séance de tirs au but de la finale 1986 entre Steaua Bucarest et le FC Barcelone.
- Heinz Stuy réalisa 3 matchs sans buts encaissés consécutifs dans les finales de 1971, 1972 et 1973.

#### Discipline

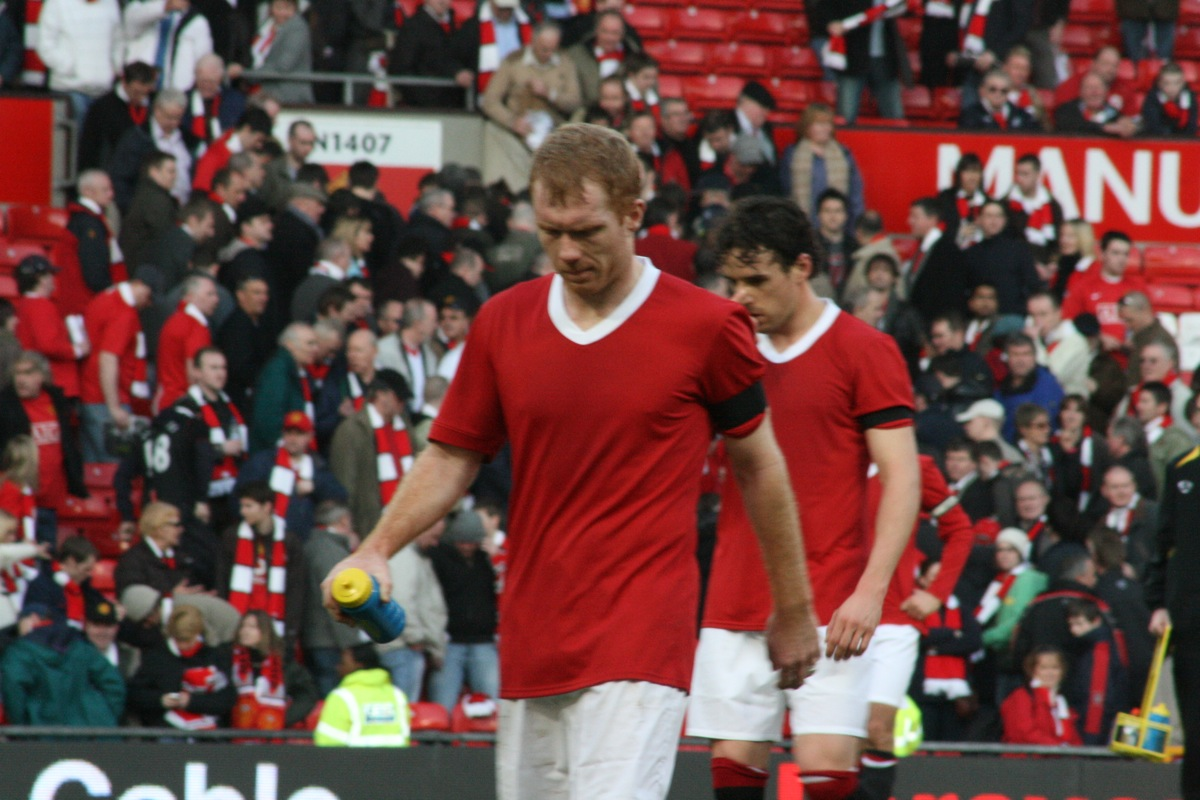
Paul Scholes, 32 cartons jaunes dans la compétition, un record.

Seuls trois joueurs ont été expulsés dans une finale de Ligue des champions: Jens Lehmann (Arsenal) en 2006 contre le Barcelone (renvoyé par Terje Hauge à la 18e minute après la mise à terre de Samuel Eto'o) Didier Drogba (Chelsea) en 2008 Finale de Ligue des champions (renvoyé par Ľuboš Micheľ à la 117e minute pour avoir giflé le joueur Nemanja Vidić) et Juan Cuadrado (Juventus) en finale de l'édition 2016-2017 après avoir obtenu un deuxième carton jaune. Les trois joueurs ont perdu leurs finales respectives.
Edgar Davids, Zlatan Ibrahimović et Sergio Ramos détiennent le record du plus grand nombre de cartons rouges en Ligue des champions, ils ont chacun été expulsés quatre fois. Patrick Vieira est également le seul joueur à avoir été expulsé pour trois équipes différentes en Ligue des champions avec Arsenal, la Juventus et l'Inter Milan.
Paul Scholes détient le record du plus grand nombre de cartons jaunes en Ligue des champions, avec 32.

### Entraîneurs

#### Records

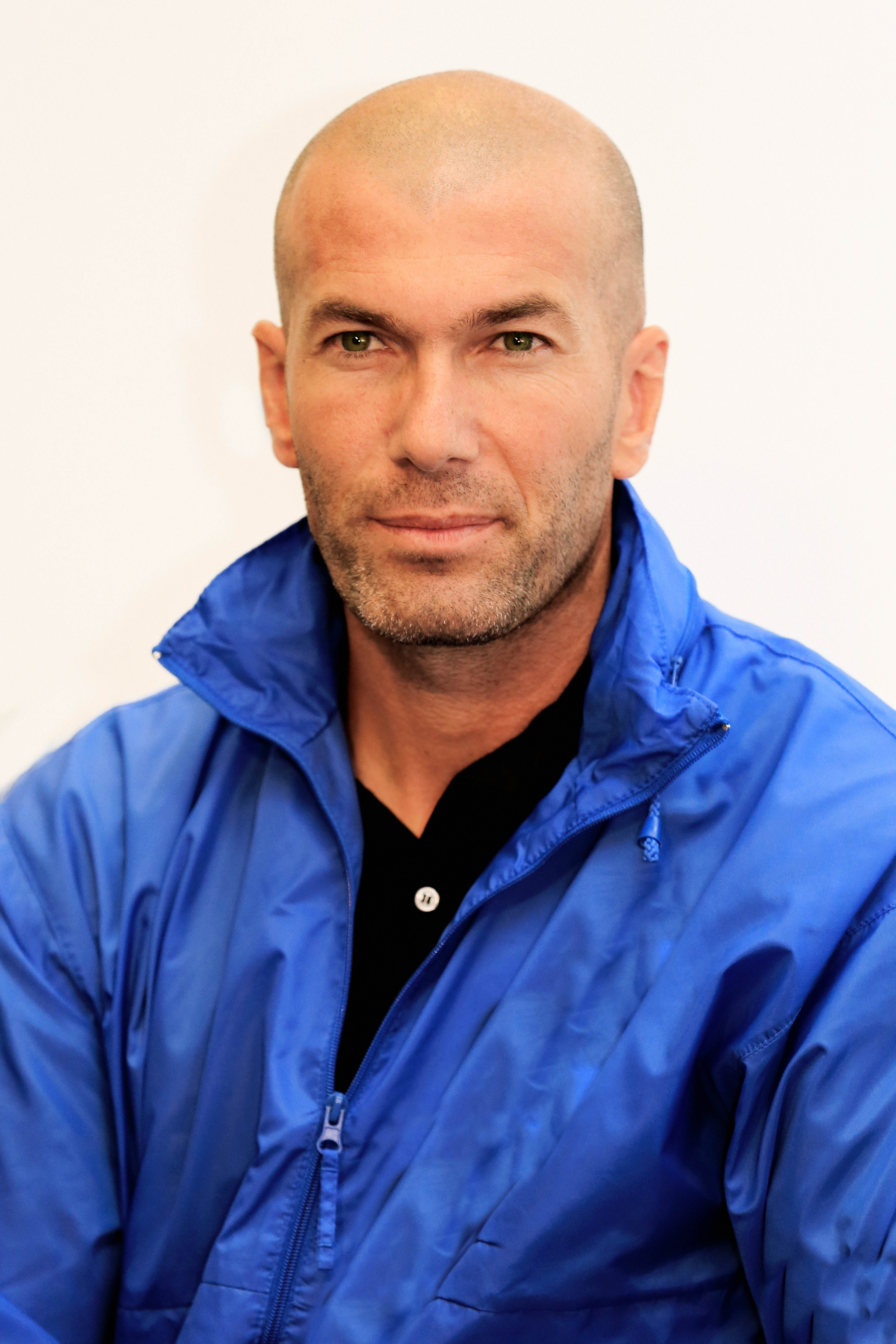
Zinédine Zidane, seul entraîneur à avoir remporté trois fois de suite la compétition.

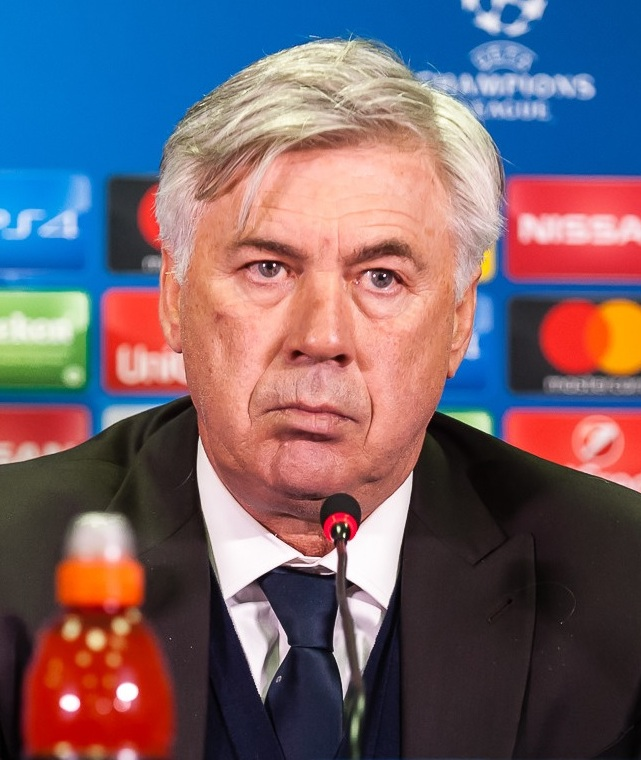
Carlo Ancelotti récipiendaire de cinq trophées, un record.

- Seul un entraîneur a remporté le trophée trois fois de suite.
  - Zinédine Zidane en 2016, 2017 et 2018 (Real Madrid).

- Seul un entraîneur a remporté le trophée cinq fois.
  - Carlo Ancelotti en 2003, 2007 (AC Milan), 2014, 2022 et 2024 (Real Madrid).

- Seul un entraîneur a disputé six finales :
  - Carlo Ancelotti en 2003, 2005, 2007 (AC Milan), 2014, 2022 et 2024 (Real Madrid).

- 4 ont gagné le trophée en étant joueur puis entraîneur d'un même club :
  - Miguel Muñoz avec le Real Madrid gagne en tant que joueur en 1956 et 1957 et en tant qu'entraîneur en 1960 et 1966
  - Carlo Ancelotti gagne comme joueur en 1989 et 1990 et comme entraîneur en 2003 et 2007 avec l'AC Milan
  - Pep Guardiola avec le FC Barcelone gagne comme joueur en 1992 et comme entraîneur en 2009 et 2011
  - Zinedine Zidane avec le Real Madrid gagne comme joueur en 2002 et comme entraîneur en 2016, 2017 et 2018.

- Sept entraîneurs ont remporté le trophée avec deux clubs différents :
  - Ernst Happel avec Feyenoord en 1970 et Hambourg en 1983
  - Ottmar Hitzfeld avec le Borussia Dortmund en 1997 et le Bayern Munich en 2001
  - José Mourinho avec le FC Porto en 2004 et l'Inter Milan en 2010
  - Jupp Heynckes avec le Real Madrid en 1998 et le Bayern Munich en 2013
  - Carlo Ancelotti avec l'AC Milan en 2003 et 2007 et avec Real Madrid en 2014 et 2022 et 2024
  - Pep Guardiola avec le FC Barcelone en 2009 et 2011 et avec Manchester City en 2023
  - Luis Enrique avec le FC Barcelone en 2015 et avec le Paris Saint-Germain en 2025

- Seul un entraineur a remporté 2 fois le trophée avec deux clubs différents :
  - Carlo Ancelotti avec l'AC Milan en 2003 et 2007 et avec Real Madrid en 2014 et 2022
- Ernst Happel est le seul entraîneur à avoir disputé trois finales avec trois clubs différents, Feyenoord en (1970), le Club Bruges en (1978) et Hambourg en (1983).
- Thomas Tuchel est le premier et seul entraîneur de l'histoire à avoir disputé deux finales consécutives avec deux clubs différents, avec le Paris Saint-Germain (2020) et Chelsea (2021).

#### Vainqueurs d'autres compétitions majeures

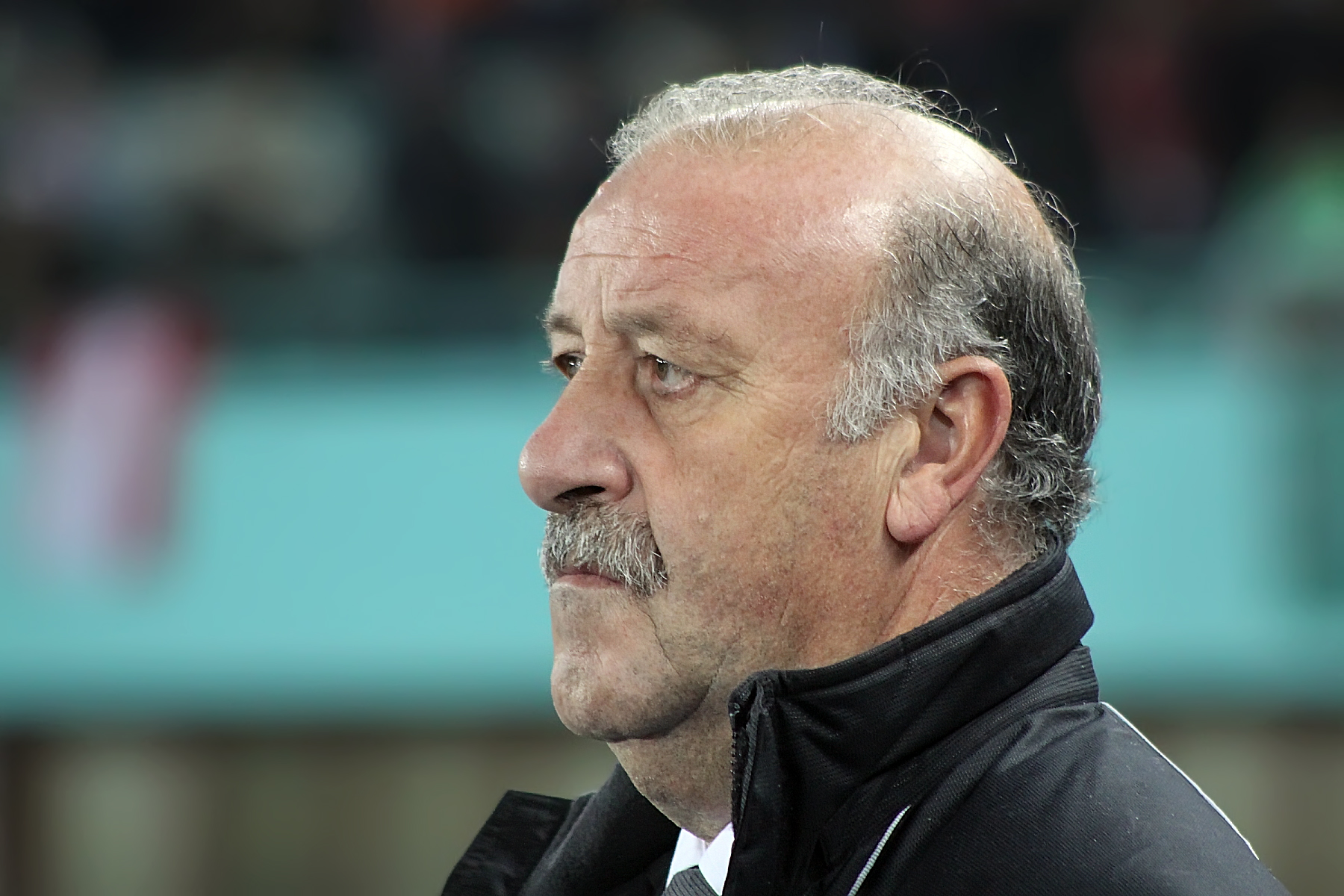
Vicente del Bosque est le seul entraîneur à avoir remporté la Ligue des champions, la Coupe du Monde et l'Euro.

- Vicente del Bosque est le seul entraîneur à avoir remporté la Ligue des champions, la Coupe du Monde et le Championnat d'Europe :
  - Real Madrid en 2000 et 2002, la Coupe du Monde 2010 et le championnat d'Europe 2012 avec l'Espagne
- Un autre entraîneur a remporté la Ligue des champions et la Coupe du Monde :
  - Marcello Lippi gagne la Ligue des champions avec la Juventus en 1996 et la Coupe du Monde avec l'Italie en 2006

- Deux autres entraîneurs ont remporté la C1 et le Championnat d'Europe:
  - José Villalonga avec le Real Madrid en 1956 et 1957 et le Championnat d'Europe avec l'Espagne en 1964.
  - Rinus Michels avec l'Ajax en 1971 et en 1988 avec les Pays-Bas

- Deux entraîneurs ont réussi à remporter la C2 et la C1 avec le même club deux saisons d'affilée :
  - Nereo Rocco avec l'AC Milan gagne la Coupe des coupes en 1968 et la Ligue des champions en 1969
  - Giovanni Trapattoni avec la Juventus gagne la Coupe des coupes en 1984 et la Ligue des champions en 1985

- Deux ont réussi à remporter la C3 et la C1 avec le même club deux saisons d'affilée :
  - Bob Paisley gagne la Coupe UEFA en 1976 et la Coupe des Champions en 1977, avec Liverpool
  - José Mourinho gagne la Coupe UEFA en 2003 et la Ligue des champions en 2004, avec le FC Porto

- Rafael Benítez est le seul entraîneur à avoir remporté la Coupe du monde des clubs (avec l'Inter Milan en 2010), la Ligue des champions (avec Liverpool en 2005) et la Ligue Europa (avec Valence en 2004 et Chelsea en 2013)[31].

### Présidents
Jaap et Michael van Praag sont les premiers, père et fils, à avoir remporté la compétition lors de la présidence de la même équipe, l'Ajax. Cette équipe a remporté la C1 à différentes périodes avec ces présidents, en 1970-1971, 1971-1972, 1972-1973 et en 1994-1995.
Angelo et Massimo Moratti sont les deuxièmes père et fils à avoir remporté la compétition lors de la présidence de la même équipe, l'Inter Milan. Cette équipe a remporté la C1 à différentes périodes avec ces présidents, en 1963-1964, 1964-1965 et en 2009-2010.

## Affluence

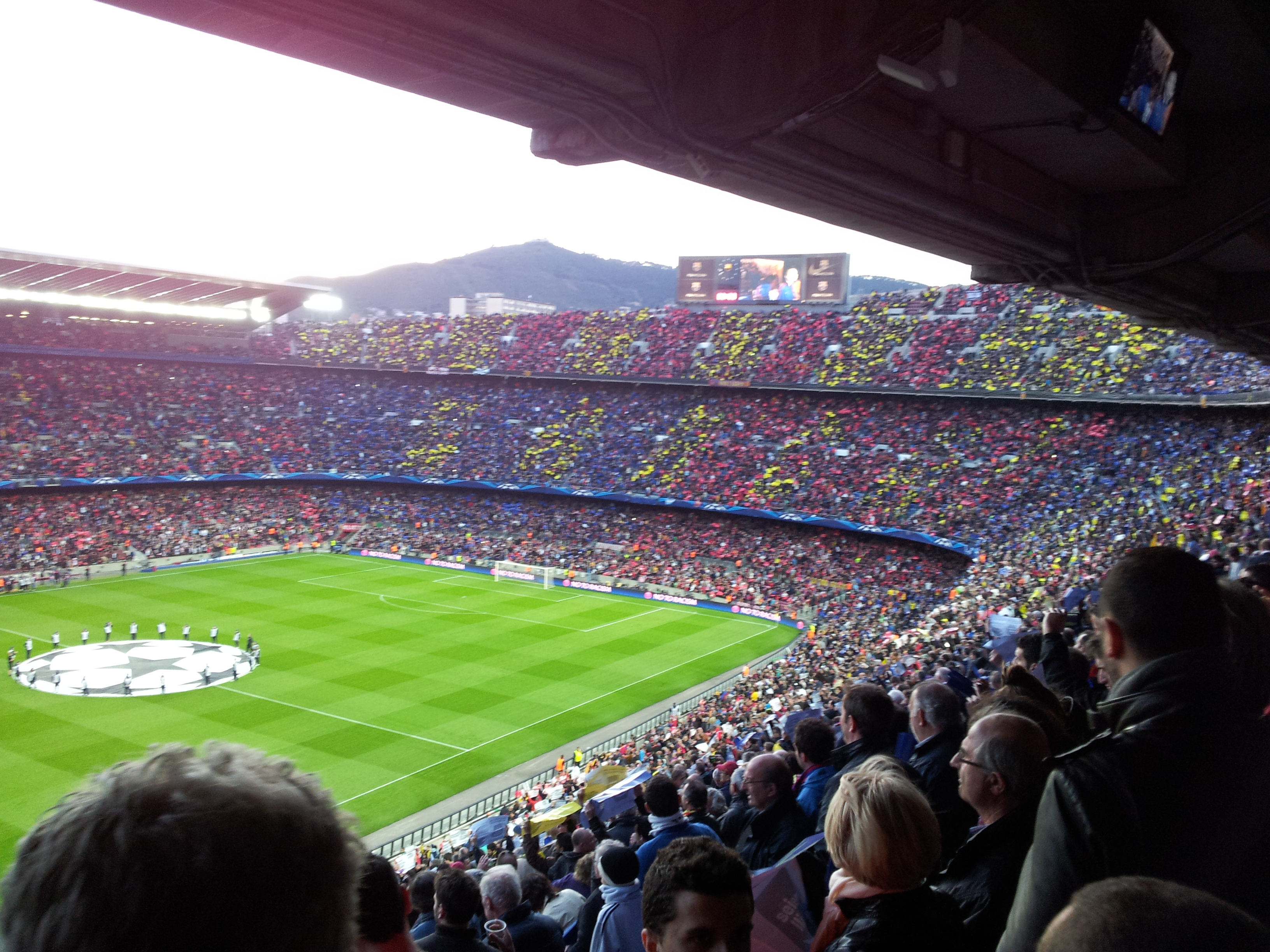
Les supporters lors du match entre le FC Barcelone et le Bayern Munich en demi-finale retour de l'UEFA Champions League 2012-2013.

- Le match entre le Celtic et Leeds United en demi-finale retour de la saison 1969-1970 est celui qui a enregistré la plus grande affluence de l'histoire du tournoi avec 135 805 spectateurs. Le match s'est joué à Hampden Park à Glasgow, en Écosse[32],[33].
- Le match entre le FC Barcelone et le Paris Saint-Germain en quart de finale aller de la saison 1994-1995 est celui qui a enregistré la plus grande affluence de l'ère de la Ligue des champions avec 115 500 spectateurs. Le match s'est joué au Camp Nou à Barcelone, en Espagne[34].
- La finale avec la plus grande affluence de l'histoire de la compétition est la finale de 1960, qui s'est jouée à Hampden Park à Glasgow, en Écosse, devant 127 621 spectateurs[35]. Dans l'ère de la Ligue des champions, la finale de 1999, qui s'est déroulée au Camp Nou à Barcelone, a enregistré la plus grande affluence (90 245 spectateurs)[36].
- La finale de 2020 est celle qui a enregistré la plus faible affluence, se déroulant à huis clos à l'Estádio da Luz à Lisbonne en raison de la pandémie de COVID-19[37]. La finale de 2021 à l'Estádio do Dragão à Porto s'est également déroulée avec une affluence réduite de 14 110 spectateurs en raison de la pandémie[38]. Mis à part ces deux anomalies, la finale avec la plus faible affluence a été la finale de 1961 entre Benfica et Barcelone, jouée au stade Wankdorf à Berne, en Suisse, devant une foule de 26 732 spectateurs, bien que le match de rejoue de la finale de 1974 au stade du Heysel à Bruxelles ait été suivi par 23 325 spectateurs[39].